# История Донецка

## Основание города

Карта Юзовки и окрестностей 1911 года

Карта Юзовки и окрестностей начала XX века

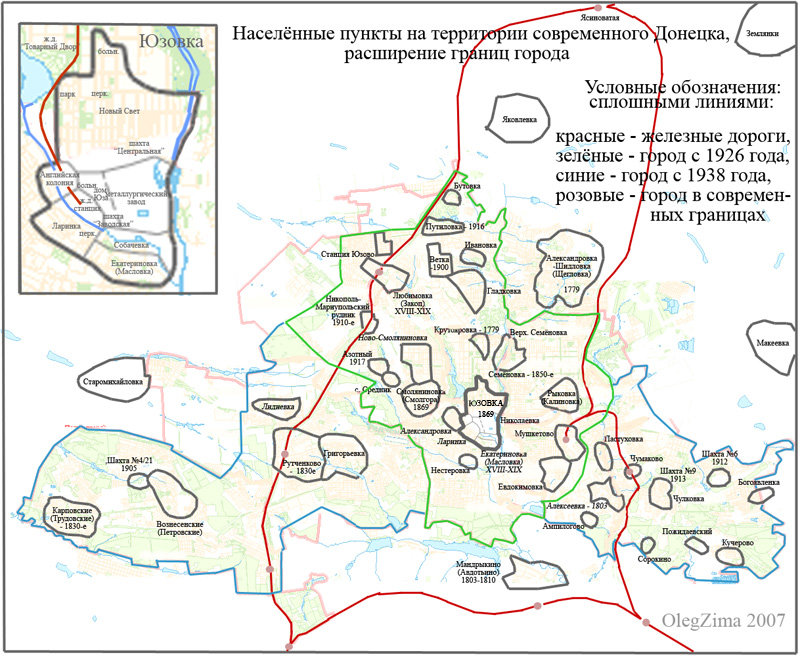
Расширение границ города

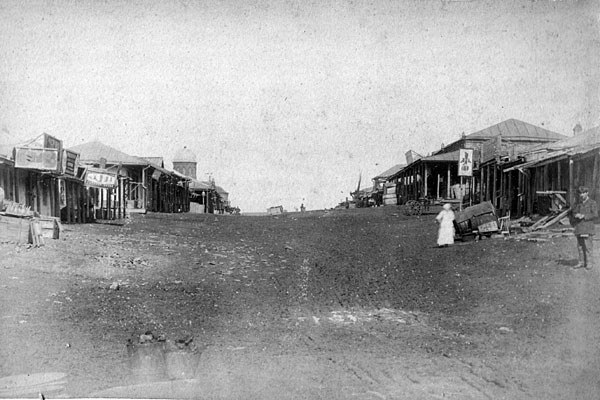
Новый свет. Базар. Главная улица; фото 1887 года из фонда краеведческого музея

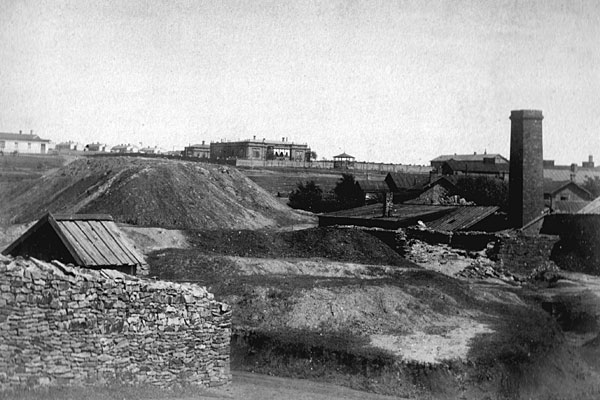
Район юзовского металлургического завода, на втором плане дом Юза; фото 1888 года из фонда краеведческого музея

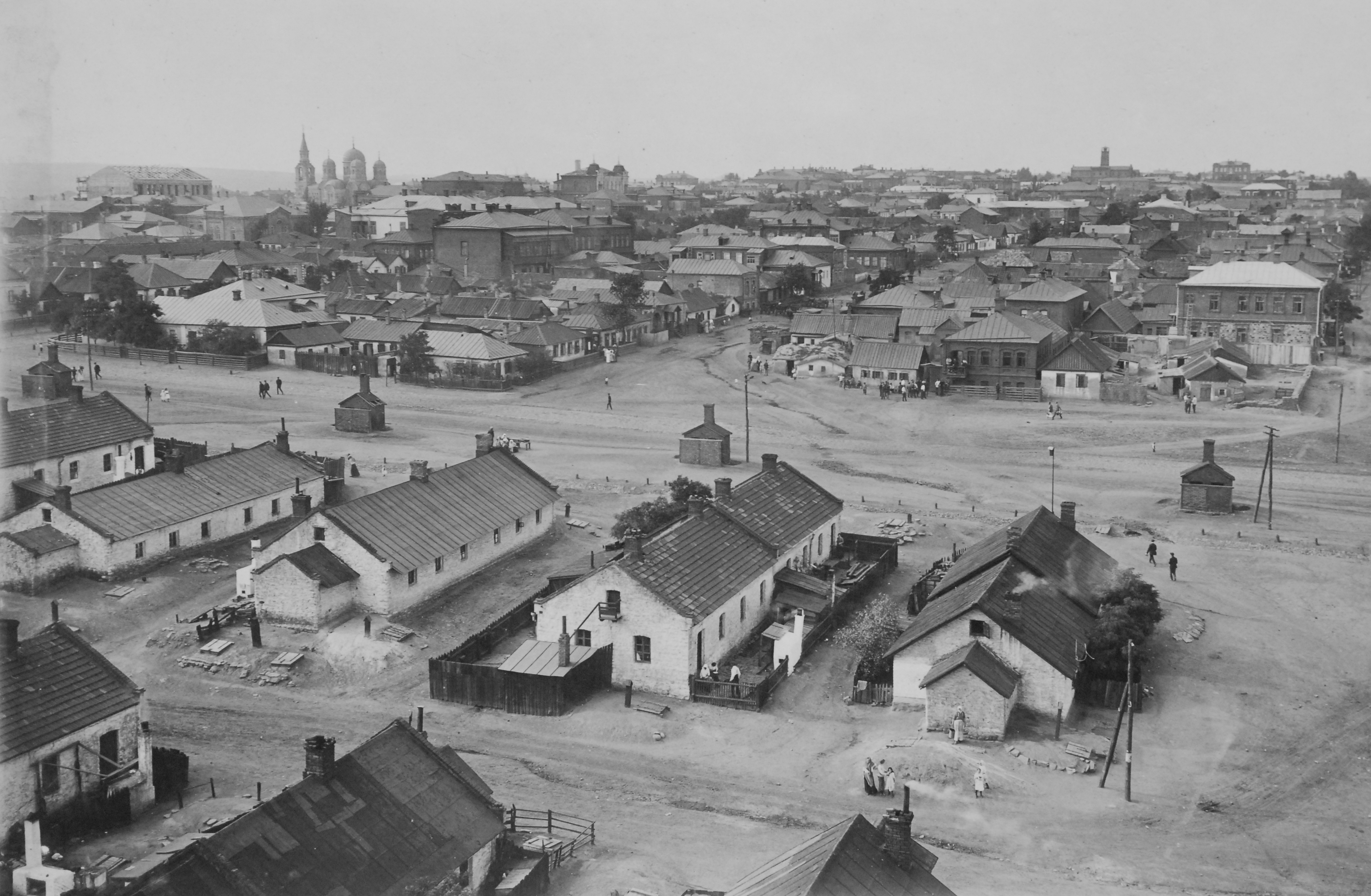
Шахтёрский посёлок; фото 1912 года из фонда краеведческого музея

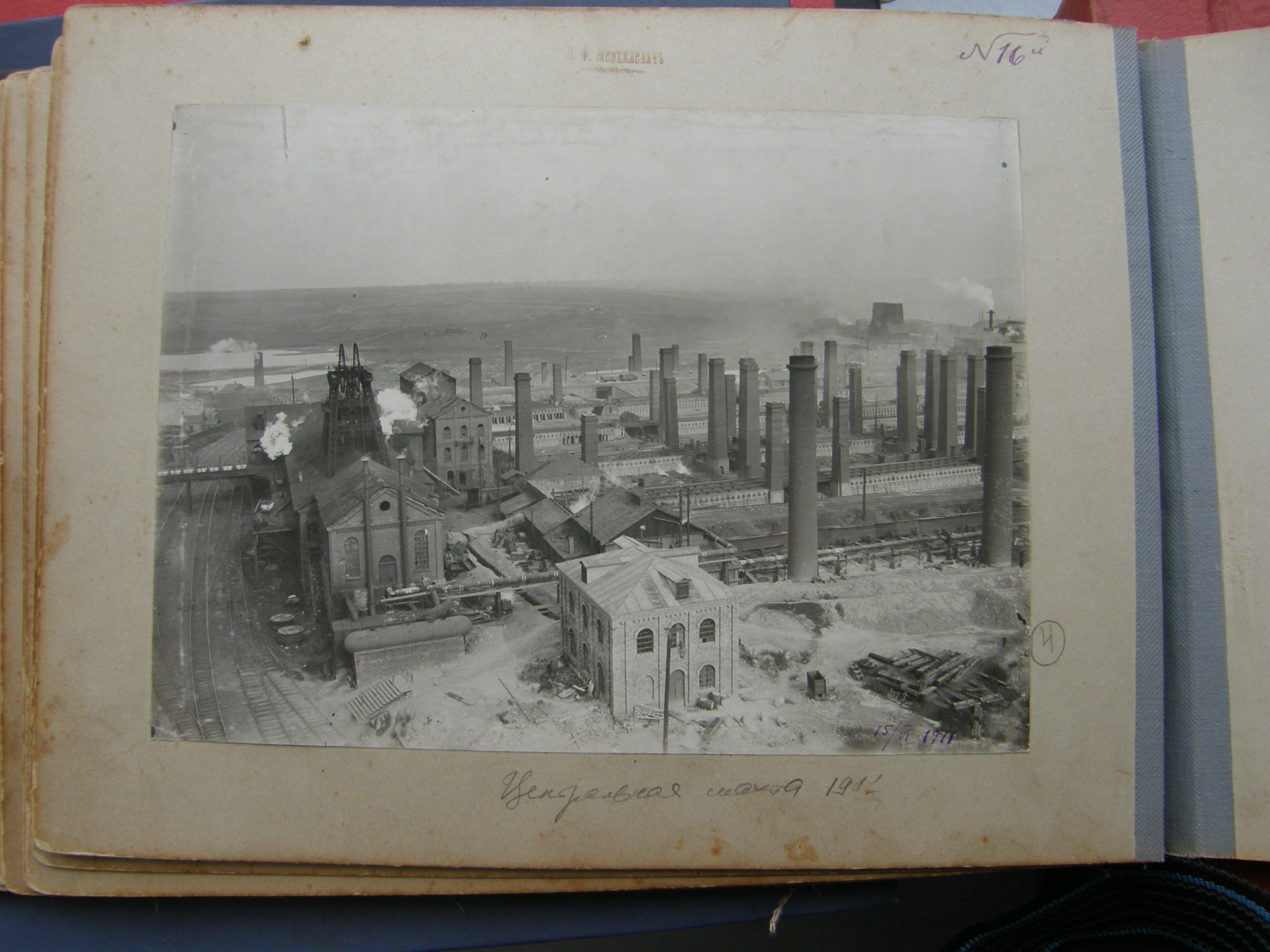
Вид Юзовки в начале XX века

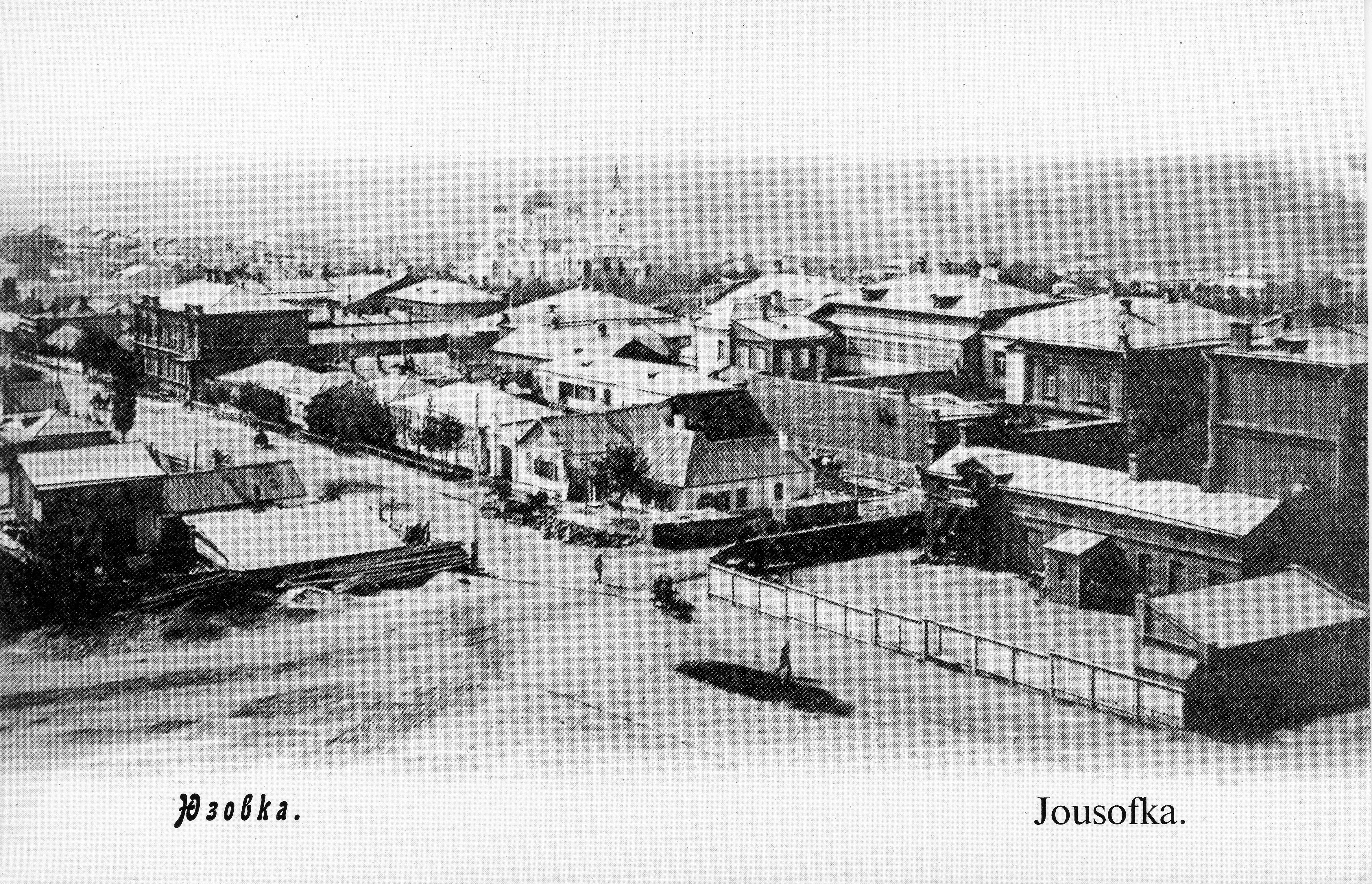
Рабочие кварталы Юзовки

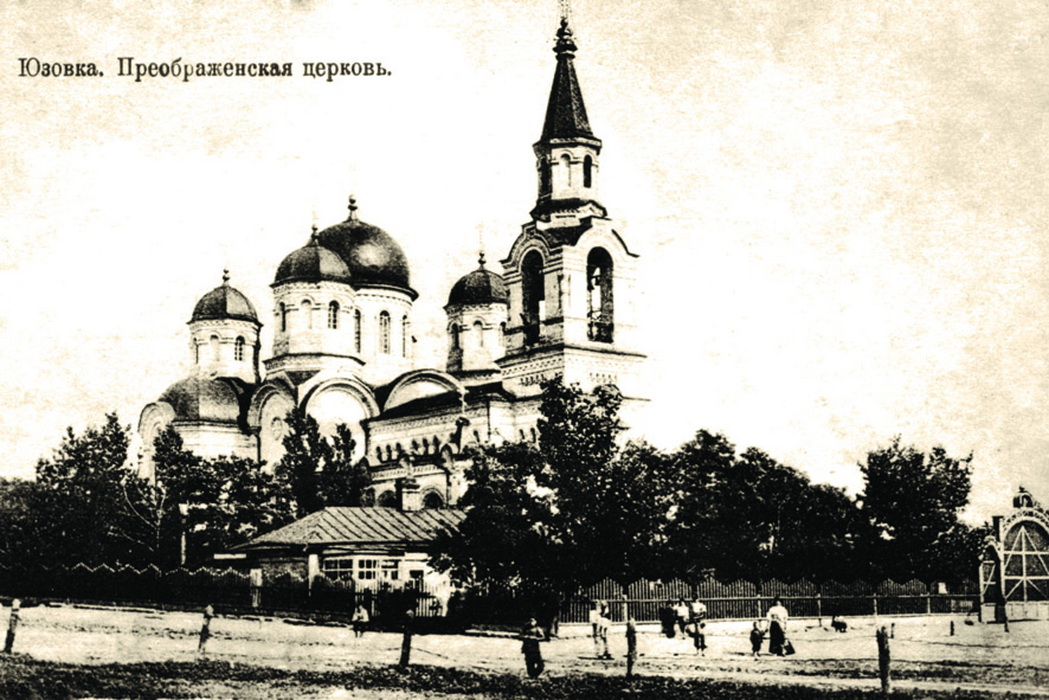
Собор в Юзовке

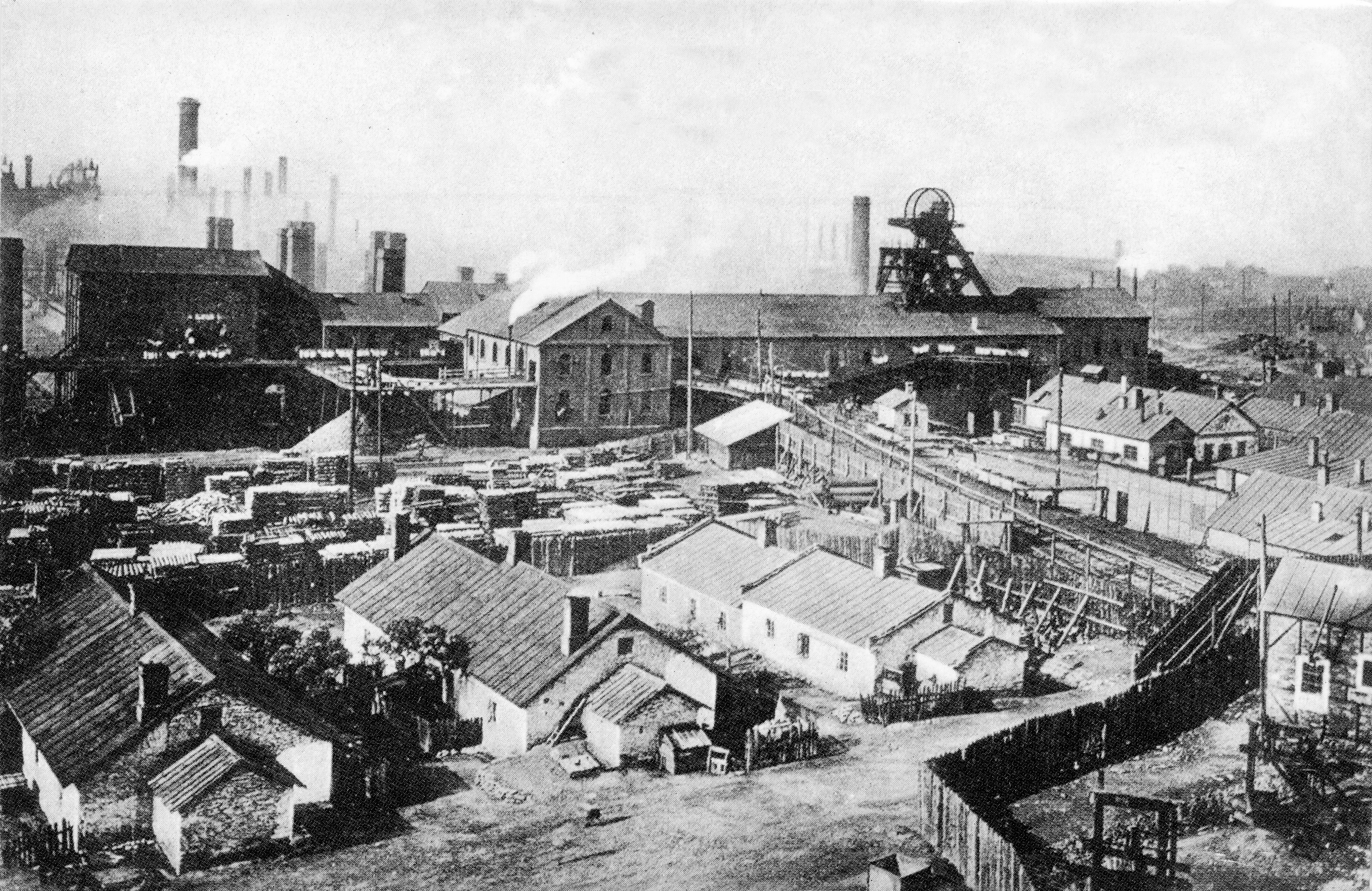
Шахта в Юзовке

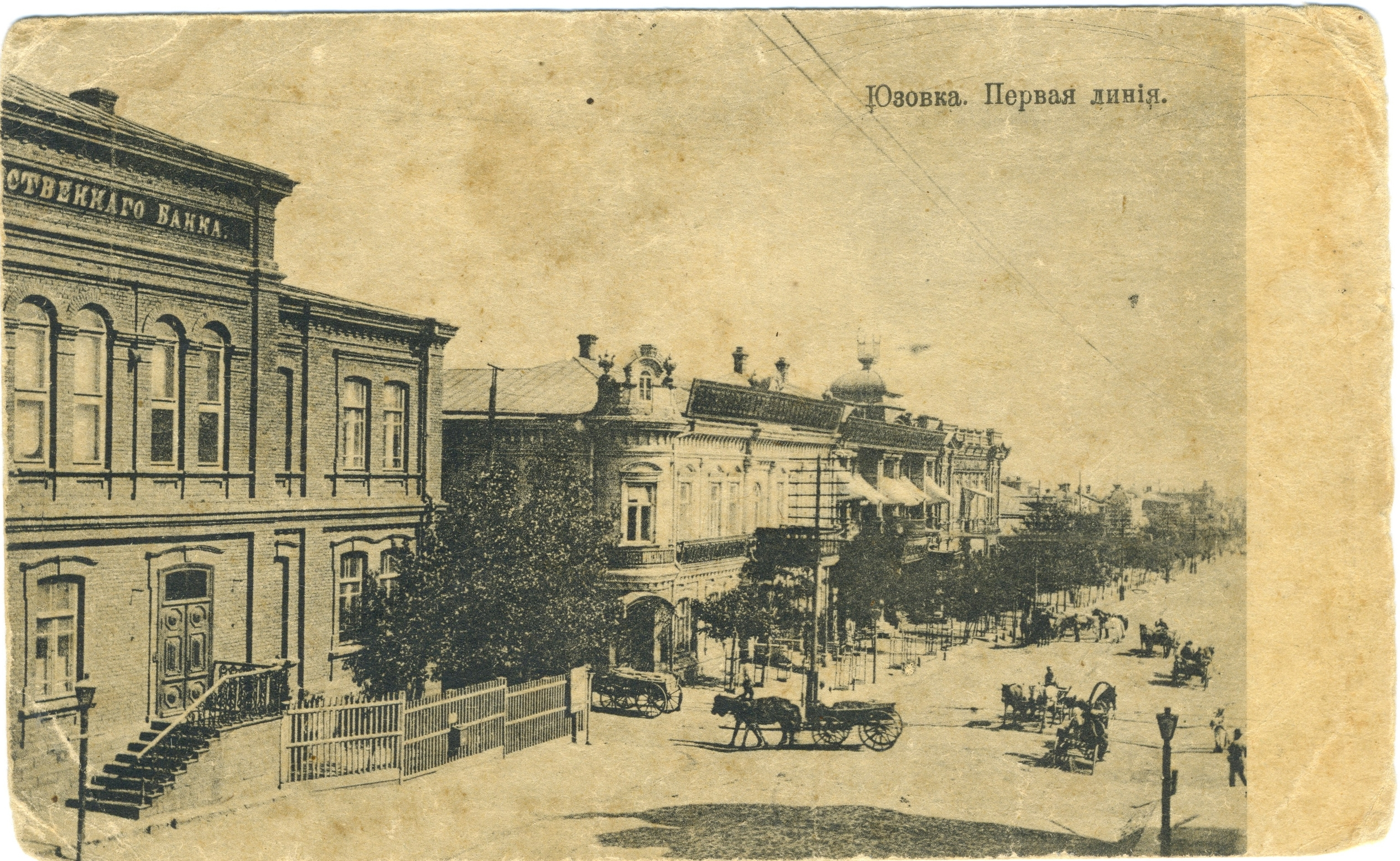
Улица первая линия

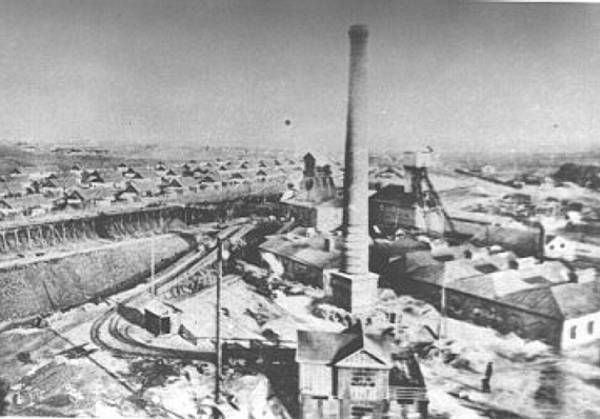
Завод в Юзовке

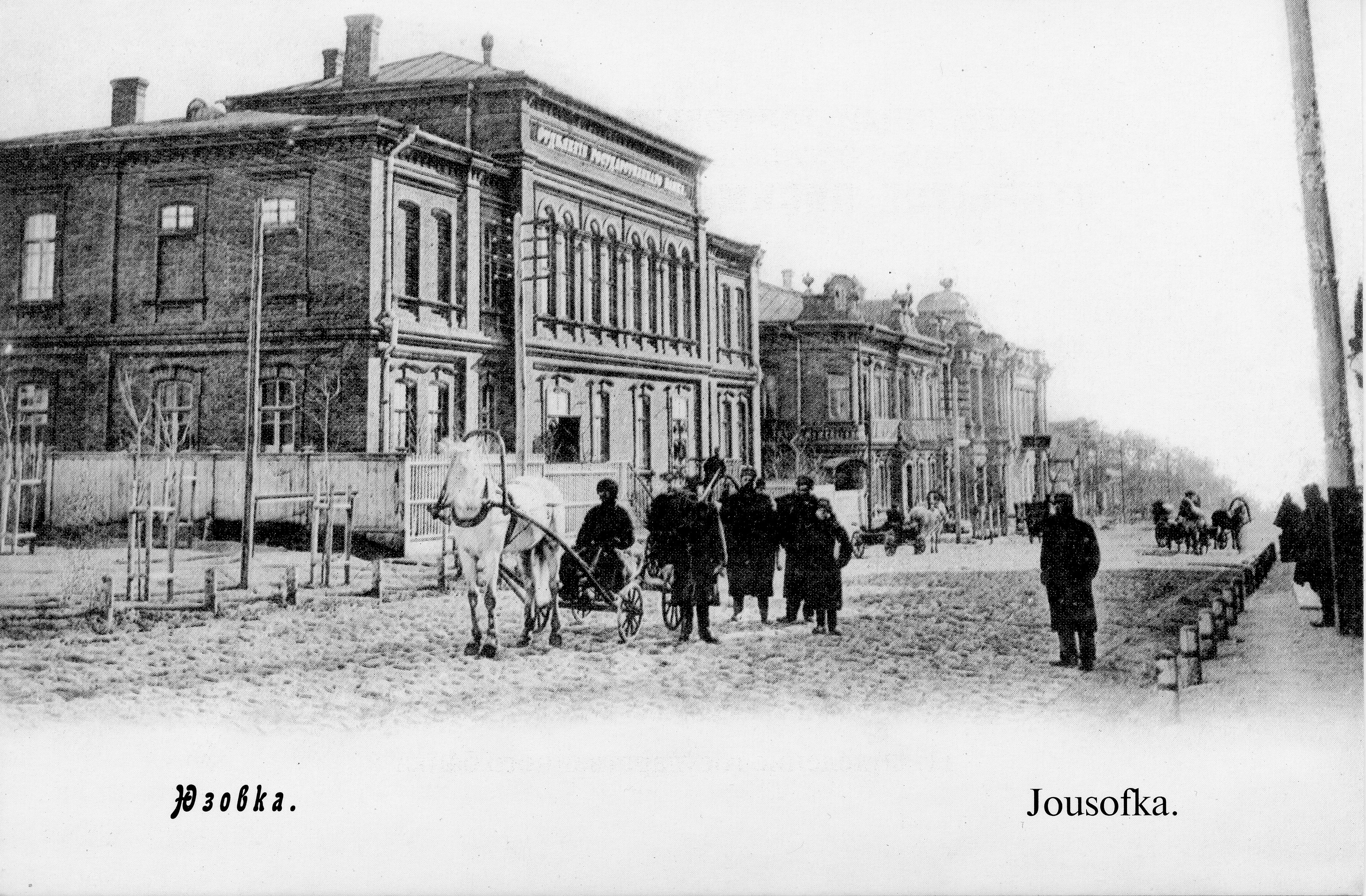
Банк в Юзовке

Первые находки обитания людей на территории современного Донецка датируются концом новокаменного — началом медно-бронзового века. В 1959 году были найдены два древних захоронения. Одно, на улице Радищева в Петровском районе Донецка, которое датируется началом бронзового века (рядом со скелетом обнаружены большой кремнёвый нож, тщательно отшлифованный клиновидный топор и четыре тонко выделанных наконечника метательных дротиков). Другое, в Киевском районе Донецка, на территории Центральной горноспасательной станции, которое датируется второй половиной третьего тысячелетия до нашей эры к эпохе древнеямной культуры бронзового века.
В долине реки Кальмиус, в которой находится и Донецк жили киммерийцы, скифы, сарматы, готы, славяне. С XIII по XVI века прикальмиусские земли опустели и относились к Дикому полю.
Часть современного Донбасса в новое время находились под контролем Донских казаков:

Земля Донских казаков, составляющая провинцию Российской империи, лежит в полуденной стороне оной, от восточного края Азовского моря до Волги и до пределов древнего княжества Рязанского. — Она. занимает, часть той страны, которая в Средних веках именовалась Полем(*), и быв незаселенною пустынею, укрывала разноплеменные толпы, искавшие в местах сих добычи или свободы.

… 

Прежде всего, когда поселения южного края России оканчивались слободскими полками, жилища Донских казаков простирались гораздо далее, во внутрь нынешних губерний Екатеринославской и Воронежской; Донцы, неимевшие тогда нужды определять точных границ своим владениям, означили их живыми урочищами — речками: Бердою, Бахмутом, Тором и проч. Но с увеличением в их соседстве населенности, они время от времени оставляли отдалённые места и, иногда добровольно, иногда против воли, уступая занимаемые ими земли, наконец, после многих споров, познали необходимость в определённых границах и получили утверждение оных от Престола.

Официальная граница Войска Донского была проведена в 1786 г:

…в сей черте живых урочищ весьма мало; большая часть её означается: межевою нарезкою. Она идет в следующем виде: от устья Калмиуса, впадающего в Азовское море, левым берегом сей речки до её вершины и потом сухою чертою до р. Крынки; отсюда левым берегом р. Булавина Колодезя, от вершины которой p. Миусом и сухою чертою до р. Хрустальной; далее сухою же чертою, прерывающеюся балками и р. Каменкою, до р. Белой, правым берегом сей речки до реки Северского Донца…

Граница Войска Донского проходила по Кальмиусу. Земли Войска Донского находились на левом берегу.
Также в районе Кальмиуса были поселения запорожских казаков. Казаки осваивали в XVII веке водный путь по Кальмиусу к Азовскому морю и создавали вдоль него укреплённые хутора-зимовники из которых в дальнейшем образовались поселения.
После русско-турецкой войны 1768—1774 годов по инициативе Екатерины II производится активная колонизация донецких степей и Приазовья: земли раздаются офицерам, происходит переселение греков из Крыма, румын, валахов, армян.
Со временем на территории современного Донецка были созданы следующие поселения:
- слобода, а затем село Александровка (с 1779 года, владения помещика Шидловского, ныне северо-восточная часть Киевского района[7], население в 1859 году — 1 091 человек, здесь — появились первые шахты на территории современного Донецка: Гурьевская — с 1842 года, Михайловская, Елизаветинская);
- слобода Григорьевка (Георгиевка), или Александрово-Григорьевка (1803—1810 года,  население в 1859 году — 154 человека);
- слобода Крутояровка (с 1779 года, «Крутой Яр» сейчас — большая часть Ворошиловского района);
- деревня Екатериновка (на рубеже XVIII—XIX веков, часть Ленинского района, население в 1859 году — 81 человек);
- деревня Алексеевка (1803—1810 года, ныне — часть Калининского района и Будённовского района, население в 1859 году — 320 человек);
- деревня Семёновка (1850-е годы, ныне западная часть Калининского района);
- Ларинка (ныне северная часть Ленинского района Донецка); Ларинка — часть Юзовки
- деревня Любимовка (Закоп, Окоп) (на рубеже XVIII—XIX веков, население в 1859 году — 106 человек);
- имение, а затем село Авдотьино (зимовник Мандрыкино) (1803—1810 года, ныне восточная часть Ленинского района, в 1859 году — 380 человек);
- деревня Николаевка (население в 1859 году — 147 человек);
- Пастуховка;
- хутор Овечий (на рубеже XVIII—XIX веков).

Перепись населения 1859 года показывает заниженные данные о числе населения, так как большая часть беглых крестьян укрылась от неё. Количество населения в поселениях увеличивалось за счёт беглых крестьян, которые бежали в донецкие степи от помещиков. Также помещики Карпов (Карповка), Смолянинов (Смоляниновка), Нестеров (Нестеровка) создают здесь свои экономии.

### Промышленное развитие
Жители занимались земледелием и скотоводством, а также «копанием земляного уголья» или «горючего камня». Пётр I, возвращаясь в 1696 году из Азовского похода и узнав про «горючий камень», произнёс пророческие слова: «Сей минерал, если не нам, то нашим потомкам зело полезен будет». В декабре 1722 года Пётр I предписал снаряжение специальных экспедиций для разведки угля и руды с участием рудознавца Григория Капустина. Экспедиция нашла каменный уголь в 1721 году у реки Кундрючьей, притока Северского Донца.
Первое письменное упоминание о населённом пункте на территории современного города относится к 1779 году. Это «Материалы для историко-статистического описания Екатеринославской епархии» Феодосия Макарьевского в которых упоминается основание Александровки.
В 1820 году уголь был обнаружен возле Александровки и появились первые мелкие шахты. В 1841 году по приказу генерал-губернатора Михаила Семёновича Воронцова были построены три шахты Александровского рудника. Во второй четверти XIX века возникают поселения по водоразделу Бахмутка-Дурная Балка: рудники Смолянинова (Смоляниновские), Нестерова (Нестеровские), Ларина (Ларинские). Тогда же землевладельцем Рутченко и помещиком Карповым создаются крупные глубокоземные рудники: Рутченковские (Кировский район Донецка) и Карповские (Петровский район Донецка).
Правительство Российской империи заключило договор с князем Сергеем Викторовичем Кочубеем, согласно которому он обязался построить на юге России завод для изготовления железных рельсов, князь в 1869 году за 24 000 фунтов стерлингов продал концессию Джону Юзу. Юз начинает строительство металлургического завода с рабочим поселком в районе села Александровка (Александровка-2). Для разработки угля он основывает «Новороссийское общество каменноугольного, железного и рельсового производств». Вместе со строительством завода и шахт летом 1869 году на месте села Александровка возникает Юзовка, или Юзово — «посад с упрощенным городским управлением, Бахмутского уезда Екатеринославской губернии». Дату постройки посёлка принято считать временем основания города Донецка. С 1869 года основан рабочий посёлок Смолянка в связи со строительством Джоном Юзом кузницы и двух шахт на купленной у помещицы Смоляниновой земле.
24 апреля 1871 года построили первую доменную печь и 24 января 1872 года получили первый чугун. Завод работает по полному металлургическому циклу, здесь впервые в России запускается 8 коксовых печей, осваивается горячее дутьё. Основанный Юзом комбинат становится одним из индустриальных центров Российской империи. В 1872 году вступила в строй Константиновская железная дорога со станциями:
- Петровская (сейчас — Кривой Торец),
- Железная (Фенольная),
- Ясиноватая,
- Юзово (Донецк); от Юзово до металлургического завода проложена ветка протяженностью 10 верст — это был первый в Донбассе подъездной путь,
- Рудничная (Рутченково),
- Еленовка.

В Юзовке в 1870 году проживало 164 человека, а в 1884 году — 5 494 человека. В 1897 году — 29 тысяч человек.
Дореволюционная Юзовка делилась на две части:
- Южную (Заводскую) — размещались заводские сооружения, депо, телеграф, небольшая больница и школа. Несколько в стороне находилась так называемая Английская колония — в благоустроенных, утопающих в зелени и цветах коттеджах жили управляющие и инженеры, мастера и служащие Новороссийского общества. Улицы здесь имели тротуары и замощения, имелось электричество и водопровод,
- Северную часть, или Новый Свет (район нынешнего Центрального универмага) — по названию базара и находящегося на нём первого юзовского трактира. В Новом Свете проживали торговцы, ремесленники, чиновники, центральная улица и прилегающие к ней застраивались одно-двухэтажными жилыми домами, зданиями магазинов, ресторанов, гостиниц, различных контор, банков. Наиболее видными и красивыми зданиями в северной части Юзовки были:
  - Преображенский собор (разрушен в 1930-х годах),
  - Коммерческое училище (ныне 2-й корпус ДонНТУ по улице Артёма, 58),
  - Братская школа (3 этажа, ныне вечерняя школа рабочей молодёжи № 1 по улице Челюскинцев, 49),
  - гостиница «Великобритания» (3 этажа).

В 1880 году пущен в эксплуатацию завод огнеупорного кирпича. Для обеспечения оборудованием развивающейся угольной промышленности в 1889 году к югу от Юзовки был сооружен машиностроительный и чугунолитейный завод Боссе Э. Т. и Геннефельда Р. Г. (теперь это крупный Донецкий машиностроительный завод), тогда же организована мастерская по ремонту горно-шахтного оборудования — ныне Рутченковский машиностроительный завод горного оборудования.
В мае 1887 года состоялась стачка 1500 шахтёров Рутченсковских угольных копей, которая была подавлена при помощи двух батальонов пехоты. В августе 1892 года состоялось выступление 15 тысяч шахтёров и металлургов, которое было жестоко подавлено.
Началась добыча угля на шахтах № 4/21 — ныне шахтоуправление «Петровское» (1905 год), шахта № 6 — сейчас шахтоуправление «Красная звезда» (1912), шахта № 9 «Капитальная» (1913). В 1916 году на базе механических мастерских организовано общество металлообрабатывающих Путиловских заводов (Петроград) у железнодорожного вокзала; развитие посёлка Путиловка. В том же году построены 2 коксовых завода: Рутченковский — на 142 печи, Мушкетовский — на 408 печей. В феврале 1917 года построен первый в России азотный завод — теперь Донецкий завод химических реактивов.
В 1917 году около 70 тысяч жителей. В мае 1917 года посёлок Юзовка получил статус города.

## Донецк после Октябрьской революции

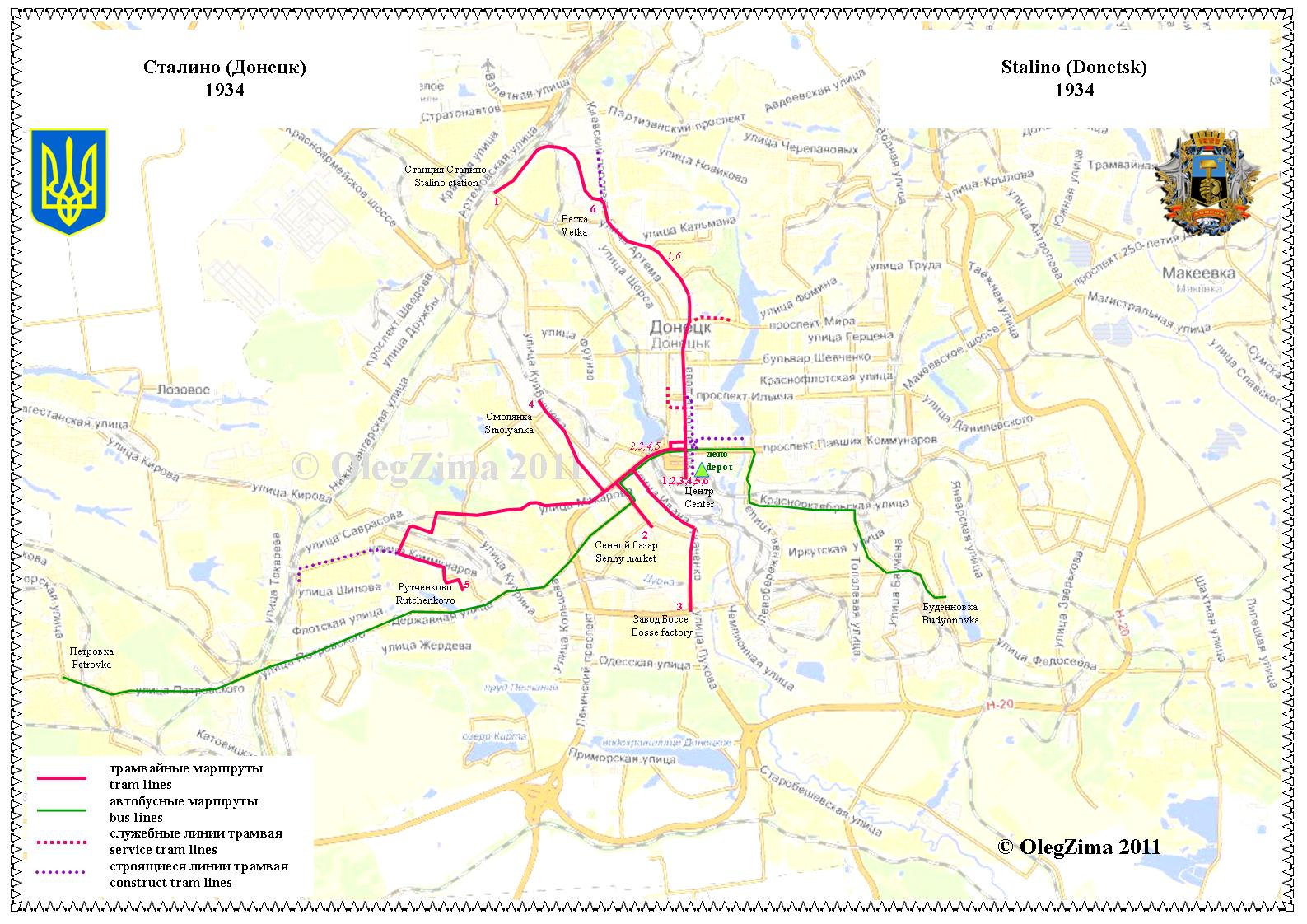
Городской транспорт в 1934 году

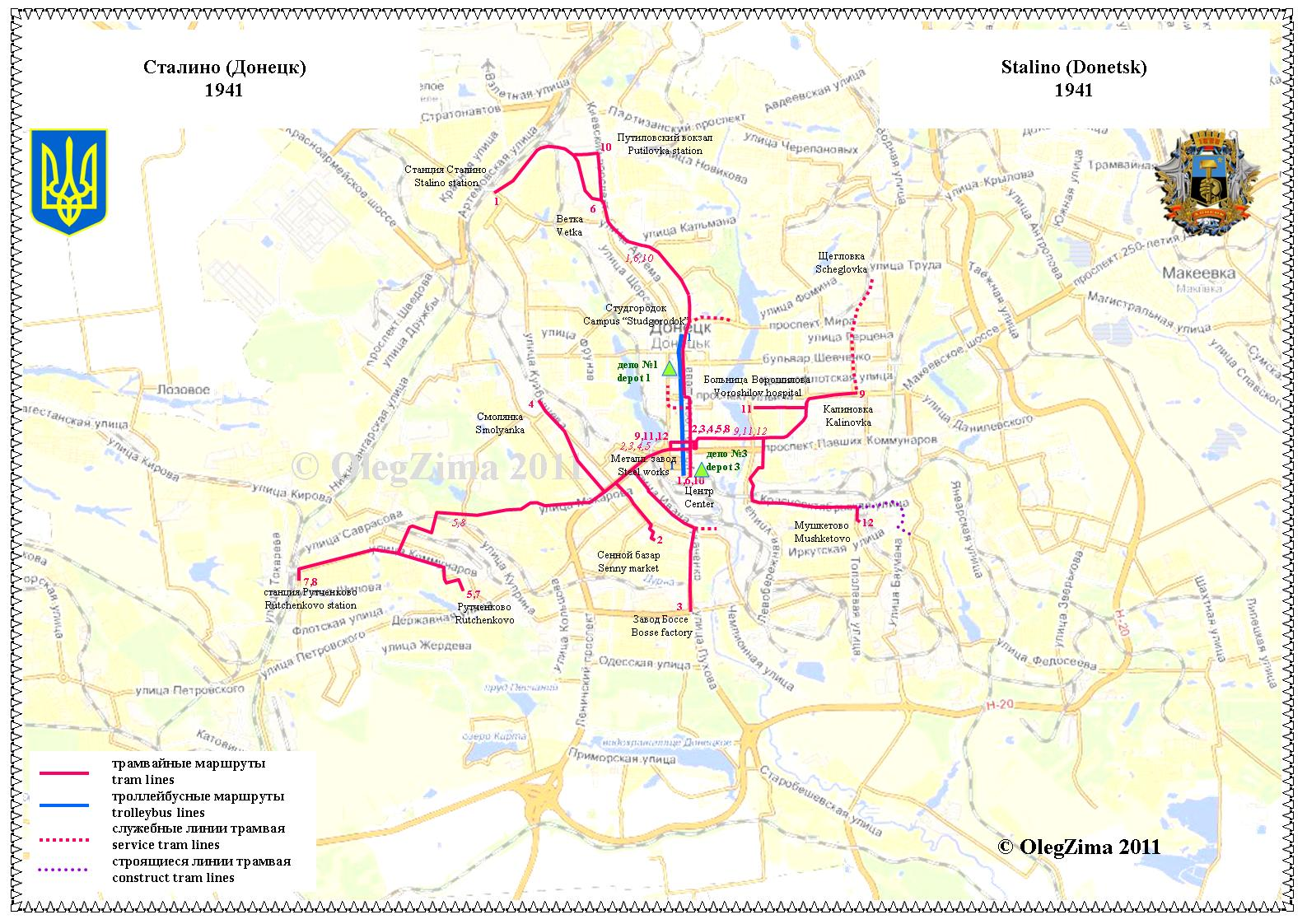
Городской транспорт в 1941 году

В марте 1917 года был избран Юзовский Совет рабочих депутатов во главе с меньшевиком Константином Косенко. 3 июня поселку было присвоено звание города. В июле основана газета «Известия» — орган Юзовского уездного парткома и ревкома в настоящее время информационно-массовая газета «Донбасс» (до 1991 года — «Социалистический Донбасс»). Сразу после революции был переизбран Юзовский Совет. Председателем исполкома стал Я. В. Залмаев, заместителем — П. А. Алфёров, секретарём — Ф. И. Зайцев. Юзовский Совет заявил о полной поддержке Советского правительства во главе с В. И. Лениным.
В 1918 году Юзовское отделение государственного банка из-за нехватки денег для выплат выпустило боны на сумму 6 миллионов рублей. С февраля до апреля 1918 город входил в «красную» ДКР. С апреля 1918 года город входил в Гетманат Скоропадского. С конца декабря 1918 город входил в «красную» УССР.
С мая 1919 город входил в состав белого Юга России. С декабря 1919 город входит в УССР. Вопрос принадлежности города и Донбасса в целом Украинской ССР либо Российской СФСР решался до 1923 года.
В 1919 году основана газета «Молодой Донбасс» — сейчас областная молодёжная газета «Акцент». 7 января 1920 года был сформирован ревком (Первая линия, 7), в его состав вошли коммунисты-большевики И. Г. Жуковский (председатель), П. М. Ипатов, И. П. Лагутенко.
Юзово-Юзовка-Сталино в Донецкой губернии:
17 января 1920 года образован временный Юзовский район, в который вошли станции Щебенка, Нижне-Крынка, Криничная, Ханжонково, Харцызск, Ясиноватая, Щегловка, Кальмиус, Мушкетово, Классная, Чумаково, Моспино, Ряжная, 15 верста, Макеевка, Юзовка, Рутченково, Мандрыкино и Доля (Центр в Юзово).
12 июля образован Юзовский район с волостями: Авдеевская, Александрийская, Бешевская, Благодатовская, Волновахская, Григорьевская, Галициновская, Грузско-Ломовская, Еленовская, Зуевская, Ивановская, БольшеКаракубская, Красногоровская, Калино-Зеленопольская, Макеевская, Марьинская, Михайловская, НовоТроицкая, Андреевская, Нижне-Крынская, Николаевская, Ольгинская, Платоновская, Старо-Михайловская, Стыльская, Степане-Крынская, Троицко-Харцызская, Харцызская, Ясиноватская.
16 декабря образован Юзовский уезд с волостями: Авдеевская, Александрийская, Бешевская, Благодатовская, Волновахская, Григорьевская, Галициновская, Грузско-Лозовская, Еленовская, Зуевская, Ивановская, Каракубская, Красногорская, Калино-Зеленопольская, Макеевская, Марьинская, Михайловская, НовоТроицкая, НовоАндреевская, Нижне-Крынская, Николаевская, Ольгинская, Платоновская, Старо-Михайловская, Стыльская, Степа-новская, Троицко-Харцызская, Харцызская, Ясиноватская.
7 марта 1923 года был образован Юзовский округ (уезд) с окружным (уездным) центром в городе Юзовке из состава следующих ныне существующих уездов: Юзовского, Бахмутского и Таганрогского. Юзовка стала окружным центром.
С 1923 года по февраль 1940 года в городе находилась 80 сапёрная рота 80-й стрелковой дивизии Украинского военного округа.
По словам руководителя пресс-службы Донецкого областного краеведческого музея Софьи Александровны Гитис, в 1923 году город несколько месяцев назывался Троцк. Однако, другими источниками эта информация не подтверждается.
В 1924 году Юзовка была переименована в Сталино.

Протокол Ч. 20/156

Заседание Малого Президиума Всеукраинского Центрального Исполнительного Комитета, 22 апреля 1924 года 

Слушали:

20. Просьба Юзовского ОИК про смену названия г. Юзовки и Юзовского округа, назвать их именем (товарища) Сталина (докл. т. Буценко).

Постановили:

20. Просьбу Юзовского окружного исполнительного комитета про смену названия г. Юзовки и его округа на г. «Сталин» и «Сталинский» округ выполнить.

Оригинальный текст (укр.)Протокол Ч. 20/156

Засідання Малої Президії Всеукраїнського Центрального Виконавчого Комітету 22-го квітня 1924 року.

Слухали:

20. Прохання Юзівського ОКВ про зміну назви м. Юзівки й Юзівської округи, назвавши їх iменем (товариша) Сталіна (докл. т. Буценко).

Постановили:

20. Прохання Юзівського Окрвиконкому про заміну назви м. Юзівки й його округи на м. «Сталін» и «Сталінська» округа задовільнити.

Население города — 63 708, а в 1925 году — 80 085 человек, а к 17 декабря 1926 года — 174 000 человек. В 1924 году рядом со старой Ларинкой началось строительство жилого массива Стандарт для металлургов и около 30 двух- и трёх- этажных домов для горняков Рутченковских и Вознесенских рудников. В 1929 году с лица центральной части города были снесены небольшие кладбища: могилы были перенесены на вновь открытое Мушкетовское кладбище возле Рыковки (Калиновки).
Рудники Сталино:
- Рутченковские (центральная часть Кировского района),
- Вознесенские (Петровский район),
- Рыковские (Рыковка) (южная часть Калининского района, сейчас — Калиновка),
- Ветковские (Ветка) (центр Киевского района),
- Гладковские (Гладковка) (восток Киевского района),
- Бутовские (север Киевского района)
- Щегловские (Червоногвардейский район Макеевки),
- Чулковские (Чулковка) (Пролетарский район),
- Смоляниновские (Смолгора) (центральная часть Куйбышевского района),
- Мушкетовские (Мушкетовка) (центр Будённовского района),
- Никополь-Мариупольские (Куйбышевский)
- Заводские (территория современного Донецкого металлургического завода): шахты Заводская (южная) и Центральная (северная) (Ленинский район),
- район Ново-Смолянка (Куйбышевский район),
- район Стандарт (центр Ленинского района),
- район Ларинка (часть Ленинского района),
- район Масловка (часть Ленинского района),
- район Госгород (южная часть Ленинского района),
- район Несторовка (часть Ленинского района севернее завода Боссе),
- район Жилкоп (Ленинский район — ул. Азовская),
- район Новый посёлок (ранее — ул. Вилюйская),
- район Григорьевка (граница Ленинского и Кировского районов, «Дурная балка»),
- район Путиловка (часть Киевского района у вокзала),
- район Евдокимовка (Будённовский район),
- село Средник (Куйбышевский район, рядом со Смоляниновкой).

Расширение границ города в 1925 — 1926 году согласно постановлению Сталинского окрисполкома «Об установлении городской черты города Сталино» (5 октября 1925) и постановлению «Об создании Сталинского райгорсовета», в ведение Сталинского городского совета вошли такие территории:
- рудсовет Ветковский, в составе:
  - рудник Ветка,
  - Александровский рудник,
  - Бутовский рудник,
  - Гладковский рудник,
  - Красноармейский завод (бывший Путиловский),
  - территория Щегловского леса,
- рудсовет Новосмоляниновский,
- рудсовет Рыковский,
- сельсовет Александровский,
- сельсовет Сталинский, или станция Сталино (ранее — Юзово),
- посёлок Екатериновка (Масловка),
- посёлок Любимовка (Закоп),
- территория Донецкого комбината (Сталинского металлургического завода).

Вновь присоединённые территории составили вместе с прежними 3 городских района:
- Калининский,
- Куйбышевский,
- Сталинозаводской (в настоящее время — Ленинский).

В 1926—1927 годах произошло массовое переименование улиц Сталино, меняли название целые районы, так Октябрьскими районами стали: Александровка (1-й Октябрьский), Ларинка (2-й), Первая Масловка (3-й), первая линия обрела название улица Артёма и т. д. (подробнее смотри — Улицы Донецка). В те же года было практически завершено строительство жилого района «Стандарт», город начал строить Далёкий посёлок (район к западу от нынешнего театра оперы и балета) и Социалистический Городок (Соцгородок, район к востоку от нынешнего кинотеатра имени Шевченко).
Существенным достижением отечественного шахтостроения явилась проектировка одной из первых крупнейших шахт Донецка и всего бассейна, построенная по проектам советских специалистов — Рутченковская № 17-17-бис (1927—1932 годы), отличавшаяся высоким для того времени уровнем механизации технологических процессов и рядом других прогрессивных решений. Подобно Рутченковской сооружены другие новые шахты — Будённовская № 6 (1931 год), Евдокиевка № 16/17 (1932 год) и другие. В первой пятилетке (1929—1933) появились также шахты № 5-бис «Трудовская», № 11-бис «Смолянка», № 2-7 «Лидиевка». К концу 1920-х годов в Сталино было 5 рудников, объединяющих 19 угольных шахт.
В 1932 году принят первый в истории города генеральный план, который к 1937 году был исправлен, учитывая бурный рост угледобычи и численности населения. А уже в 1938 году в городскую черту включены поселки:
- Рутченково,
- Лидиевка № 2/7,
- Петровка,
- Трудовское,
- Алексеевка и другие.

Образовались три новых района города:
- Кировский,
- Петровский,
- Пролетарский (в настоящее время Пролетарский и Будённовский районы).

Первый трамвай, связавший центр города с железнодорожным вокзалом, начал действовать 15 июня 1928 года («Совбольница-Станция Сталино»), а с 1931 года появился первый (единственный) автобус.
В 1926 году на базе горного техникума (с мая 1921 года) основан горный институт (ныне Донецкий национальный технический университет), в 1930 году открыт Донецкий медицинский институт (ныне Донецкий национальный медицинский университет). В 1928 году создан драматический театр. В 1937 году создан педагогический институт — ныне Донецкий национальный университет.
Город не имел питьевого водопровода до 1931 года, когда было проложено его первые 55,3 км. В 1933 году были построены первые 12 км канализационной сети. В 1934 году началась эксплуатация первого городского газопровода коксового газа бытового назначения. В 1932 году заложен Центральный парк культуры и отдыха имени Постышева (сейчас — имени Щербакова), а в 1936 году началось строительство театра оперы и балета, открытие которого состоялось накануне Великой Отечественной войны. В январе 1936 года на улицах Сталина появились первые 5 машин такси марки «ГАЗ», в том же году введена в действие первая автоматическая телефонная станция машинной системы на 400 номеров. В ноябре 1939 года в Сталине на маршрут вышел первый троллейбус («ДМЗ-Студгородок»).
Достопримечательности довоенного Сталино:
- 1920-е
  - дом Советов на Сенной площади (впоследствии площадь Ленина),
  - дом культуры металлургов (Дворец Труда) имени В. И. Ленина,
  - дом культуры в посёлке Рутченково (сейчас — имени И.Франко),
  - кинотеатр «Красный» (сейчас — «Комсомолец»),
  - здание Сталинского Горного техникума (ул. Артёма, 58),
  - дом культуры строителей имени Шевченко (позже, с 1930-х годов — и до войны здесь располагался Дворец пионеров, а после войны — Центральная научно-техническая библиотека, ул. Артёма, 62),
  - главпочтамт,
  - старое здание Совбольницы (на нынешней площади Ленина, снесена в 1960-х годах),
  - новое здание больницы имени Ворошилова (сейчас — имени Калинина, строилась с мая 1928 года по 25 декабря 1930 года)
- 1930-е
  - госбанк (1934 год),
  - гастроном (1937 год, сейчас — гастроном «Москва»),
  - ЦУМ (1937 год),
  - дом Госучреждений (сейчас — здание Филармонии),
  - гостиница (1937 год, сейчас — «Донбасс-Палас»)
  - театр,
  - кинотеатр имени Шевченко,
  - библиотека имени А. С. Пушкина (сейчас — имени Н. Крупской)
  - детский сквер Павших Коммунаров (ул. Артёма, между ЦУМом и банком)
  - крупнейшее здание учебного корпуса Сталинского металлургического института в Студгородке
  - дома «Заготзерна», «Зеленстроя», два дома «Донбассводтреста» в Соцгородке
  - дом Нарпита (инженер Ольховский) в пять этажей (там же),
  - дом специалистов,
  - дом химкооператива ИТР,
  - общежитие студентов Горно-металлургического института.

В июле 1932 года город стал центром созданной Донецкой области. Население города неуклонно увеличивалось, так в 1937 году здесь проживало 246 тыс. человек, в 1939 — 466 тыс., а в 1940 — 507 тыс.
В 1928 году введен в эксплуатацию Рутченковский коксохимический завод (сейчас Донецккокс). В 1929 году завершено строительство шахты № 10-бис. С 1931 года действует Рутченковский рудоремонтный завод. Начиная с 1933 года сооружаются первые крупные центральные обогатительные фабрики, например, Чумаковская, Кальмиусская, Ново-Моспинская и другие. На начало 1932 года в городе насчитывалось уже 46 шахт. 31 августа 1934 года были переименованы некоторые шахты, например, шахта № 1 «Проходка» стала шахтой имени Челюскинцев. В 1934 году основан завод «Стальмост» (сейчас Донецкий завод металлоконструкций). В 1930-е годы появились также авторемонтный завод, завод по обработке вторичных цветных металлов, механический завод «Донэнерго». В 1939 году построена шахта № 13 «Никополь-Мариупольская» — ныне шахтоуправление «Куйбышевское» и «Новомушкетовская». В 1941 году начала выдавать уголь шахта «Трудовская». С 1937 года городе функционировало 3 крупных угольных треста:
- «Сталинуголь» — 13 186 тонн угля в год (94,6 % механизированного труда),
- «Будённовуголь» — 6 936 тонн (75,7 %),
- «Куйбышевуголь» — 5 877 тонн (89,0 %).

Во время форсированной индустриализации перед событиями Великой Отечественной войны было проведено более трёх "пятилеток".
На работу со всей семьёй люди приезжали со всей территории СССР, иммиграция с каждым годом росла, только в период с 1932 - 1937: РСФСР (78.8%), БССР (1.2%), ЛССР (4.8%) ТССР (2.9%), КССР (4.1%), (8.2% остальные республики).
После присоединение современных Кировского и Петровского районов в структуре сталинских шахт появились 2 треста:
- «Рутченковуголь»,
- «Петровскуголь».

18 июля 1938 года на территории центрального парка культуры и отдыха имени А. Щербакова упала гондола субстратостата с 4 погибшими от удушья стратонавтами, поднявшимися на субстратостате ВВА-I для изучения влияния высотного давления на организм человека.
К началу 1939 года от Сталино были проложены: профилированная дорога в Мариуполь, мощённая — в Артёмовск.
Центр города имел в 1930-е годы 3 крупных архитектурно самостоятельных района:
- Старый город (от завода до Сенной — Советской площади, сейчас — площадь Ленина),
- Соцгородок (от Сенной до Студгородка),
- Студенческий городок.

К 1940 году застроено несколько жилых районов на территории современного Донецка: Октябрьский, Красный Пахарь, 15-летия Комсомола Донбасса, Красный Фронт, 20-й Годовщины Октября, имени Академика Павлова и другие.
К 1941 году в городе находилось 223 предприятия союзного и республиканского подчинения, 54 — местной и кооперативной промышленности, шахты давали 7 процентов общесоюзной добычи угля, заводы — 5 процентов стали и 11 процентов кокса. Население города составило 507 тысяч человек.

## Донецк в годы Великой Отечественной войны

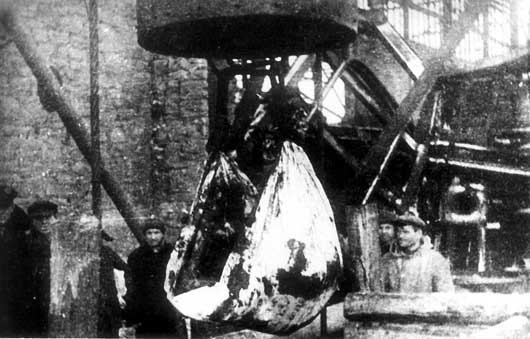
Подъём тел из шахты 4-4 бис

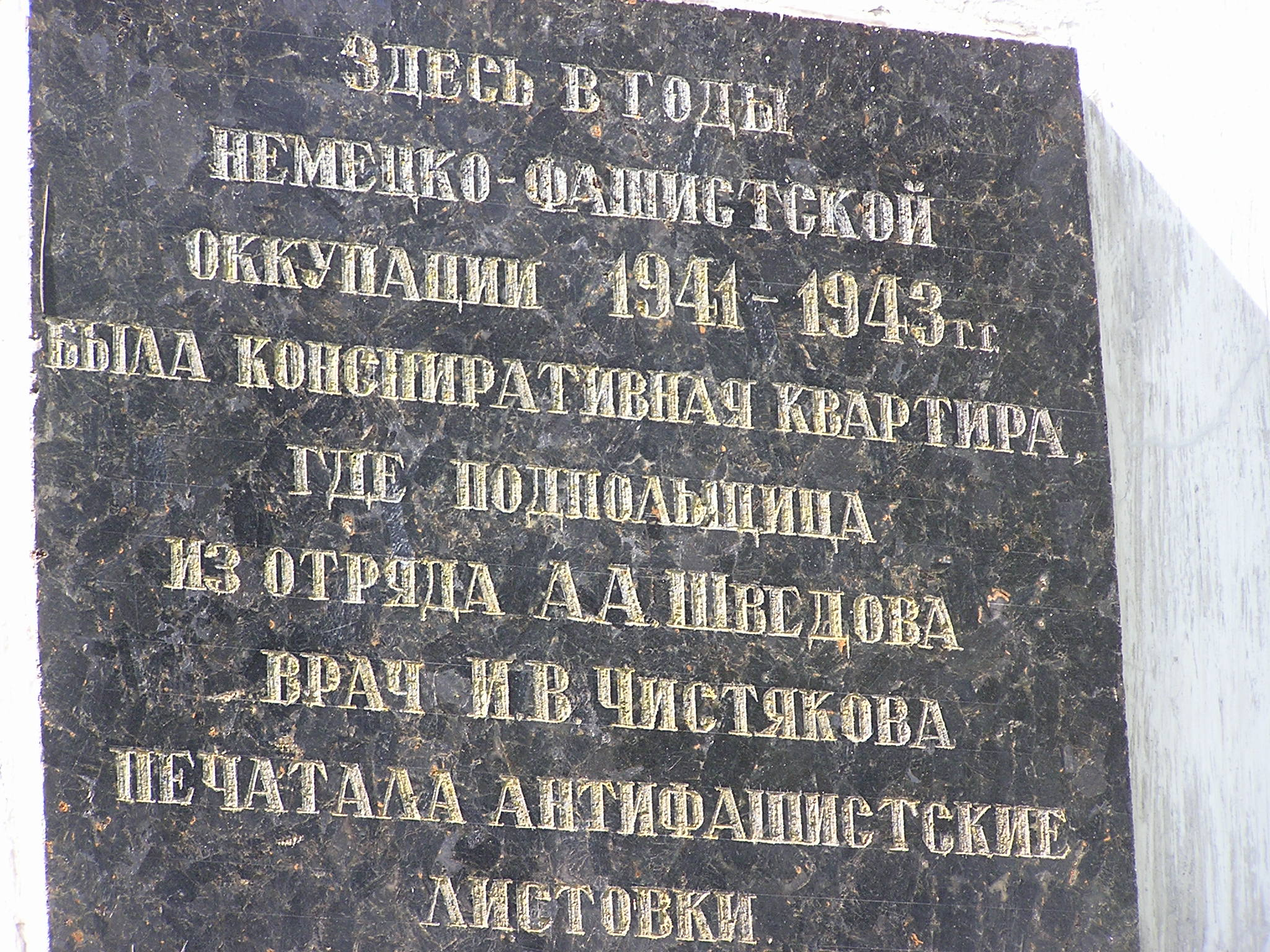
Мемориальная табличка на конспиративной квартире подпольщиков

В августе 1941 года из жителей Сталино была сформирована 383-я шахтёрская стрелковая дивизия. Дивизия вместе с другими воинскими подразделениями вела оборонительные бои за Донбасс и держала фронт на Миусе. Также дивизия участвовала в сражениях от Сталинграда до Берлина и была награждена орденами Суворова 2 степени и Красного Знамени. Командовал дивизией полковник Константин Иванович Провалов.
В июле 1941 года в Сталино формируется партизанский отряд, который выполняет боевые задачи в Малинских лесах Житомирской области, а затем под натиском походных групп УПА отходит в Брянские леса.
Заводы Сталино с начала войны стали выпускать корпуса снарядов, авиабомб, мин, противотанковых ежей, железобетонные конструкции для дотов, бронеколпаки для пулемётных гнёзд. В октябре 1941 года начинается эвакуация предприятий. Они вывозятся в Карагандинскую область, на Урал, в город Карпинск Свердловской области. В эвакуации предприятия занимаются производством военной техники.
Оборону города осуществляла 12-я армия и 18-я армия Южного фронта. 19 октября немцы ворвались в Рутченково. 19 октября 1941 года немецкая 1-я танковая армия прорвалась к городу Сталино. 20 октября 1941 года немецкая 1-я танковая армия заняла город Сталино.

### Годы немецкой оккупации
20 октября 1941 года итальянские и германские войска вошли в город Сталино. 21 октября 1941 года в 15.00 были полностью оккупированы города Сталино и Макеевка. Город был переименован в Юзовку (нем. Jusowka) и включён в военную зону, подчинённую непосредственно командованию немецкой армии. В оккупированном немцами городе осталось около 400 тысяч горожан. Гражданская администрация была представлена Юзовской городской управой — председатель (бургомистр) Н. Г. Петушков. Начался выпуск газеты «Донецкий вестник». Велись работы по восстановлению электро- и водоснабжения. Хлеб первоначально выдавался по карточкам и преимущество отдавалось производственным работникам. Внутри города некоторые улицы были переименованы: проспект Лагутенко стал улицей Базарной, проспект Труда — улицей Музейной, проспект Павших Коммунаров — улицей Николаевской, проспект Чайковского — улицей Садовой, проспект Дзержинского — улицей Пожарной, проспект Маяковского — улицей Школьной, проспект Комсомольский — улицей Почтовой, проспект Металлистов — улицей Металла, проспект Соцгородка — улицей Театральной, улицы Розы Люксембург и Щорса получили названия Нефтяной и Типографской соответственно.
Предпринимались попытки восстановить угледобывающую промышленность. В феврале 1942 года главный инженер горного общества профессор Б. П. Шестюков сообщал: «Уже работают несколько шахт, например „Ново-Мушкетово“, 12 „Наклонная“, „Бутовка“, 5 бис „Трудовская“ и др. Начинают давать уголь шахты 1-2 „Смолянка“, 4 „Ливенка“, 1 „Щегловка“. Идут восстановительные работы на старейшей юзовской шахте „Центральная-заводская“» («Д. В.» от 12 февраля 1942 года). Число угледобытчиков неуклонно росло. Так, на шахте «Смолянка» в апреле 1942 года по направлению биржи труда работало 203 человека, а в ноябре — 822.
В отношении еврейского населения после оккупации была создана еврейская община, членов которой обязали носить жёлтые магендовиды. На евреев была наложена контрибуция. На территории места Белый Карьер (ныне цирк «Космос») было создано огороженное колючей проволокой еврейское гетто на 5 тыс. чел. 30 апреля 1942 года гетто было ликвидировано, а его обитатели уничтожены в районе шахты 4-4бис
На территории Дворца культуры металлургов и прилегающих к нему территориях был создан концлагерь для советских военнопленных, в котором содержалось более 25 тыс. чел. Умерших хоронили в парке возле Дворца культуры металлургов. Сейчас на этом месте стоит монумент «Жертвам фашизма».
Действовали карательные органы 2 армий, 4 комендатуры, 2 карательных отряда, несколько особых команд и групп жандармерии, находящихся под руководством гестапо. Была введена система коллективной ответственности. За убийство немецкого военнослужащего расстреливали 100, а за полицейского — 10 местных жителей.
Шурф шахты 4-4 бис стал местом казни и братской могилой. Из 365 м глубины ствола шахты 310 м были завалены трупами десятков тысяч человек. В шурф шахты добавлялась каустическая сода для уплотнения и утрамбовки тел. При отступлении немцы завалили ствол шахты. На месте трагедии сейчас находится мемориальный комплекс.
На всех предприятиях, которые не были эвакуированы, развернулась серьёзная подпольная деятельность. Подпольные организации были сформированы ещё в октябре 1941 года, но с оккупацией города система подполья была разрушена и её пришлось создавать заново. Подпольщики собирали сведения о движении, составе, вооружении вражеских частей, о планах оккупантов, размещении их штабов и складов. Проводили диверсионные работы. Добыча коксующегося угля в Донбассе велась, однако для нужд транспорта он не годился, поэтому немцам приходилось дополнительно завозить уголь из Верхней Силезии. 

Кроме подпольщиков, на территории Сталино действовали 27 партизанских отрядов и групп.
В 1942 году из разрозненных подпольных групп был создан единый партизанский отряд под командованием А. В. Шведова.
С 12 января по 12 февраля 1943 в Сталино располагалась штаб-квартира группы армий «Дон» (командующий — Э. фон Манштейн)

### Освобождение города

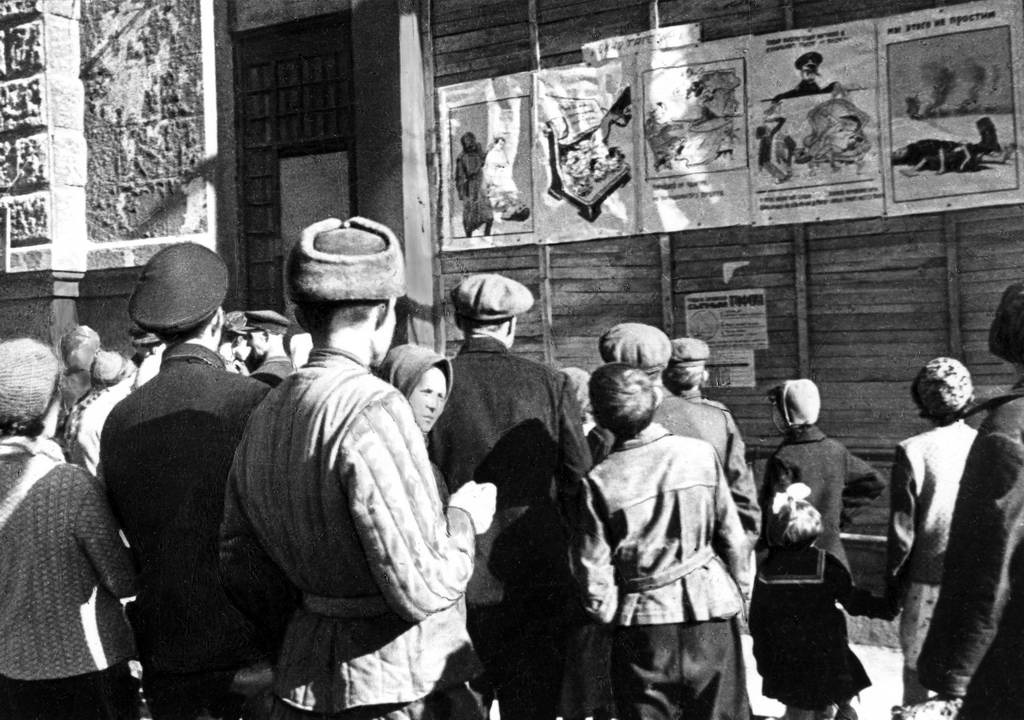
Жители освобождённого города Сталино читают «Окна ТАСС». Сентябрь 1943. Фото В.Н. Иванова

Бои за освобождение г. Сталино начались 7 сентября 1943 года. При взятии города наиболее отличились 50-я гвардейская стрелковая дивизия (полковник Владычанский, Антон Станиславович — войска вошли в Сталино со стороны Рутченково), 301-я (полковник Антонов, Владимир Семёнович) и 230-я стрелковые дивизии (полковник Украинский, Андрей Антонович) Южного фронта в ходе Донбасской операции.
Город был освобождён в первой половине 8 сентября 1943 года. Освобождение осуществлялось через северные пригороды города (восточный берег Кальмиуса у Макеевки — по современному проспекту Мира), позже танковыми войсками (командир — полковник Франц Гринкевич) по восстановленным мостам через Кальмиус несколько южнее. Одновременно с северным крылом, удар наносился и по южной окраине города силами 50-й стрелковой дивизии полковника А. С. Владычанского. В освобождении города участвовал партизанский отряд (Авдеев, Василий Дмитриевич).
Оккупация г. Сталино длилась около 700 дней. На начало Великой Отечественной войны население города составляло около 507 тысяч человек, а после оккупации — 175 тысяч. 8 сентября отмечается как День освобождения Донбасса.
Войскам, участвовавшим в освобождении Донбасса, в ходе которого они овладели Сталино и другими городами, приказом Верховного Главнокомандующего от 8 сентября 1943 года объявлена благодарность и в Москве дан салют 20 артиллерийскими залпами из 224 орудий.
Приказом Верховного Главнокомандующего и приказами Народного комиссара обороны СССР И. В. Сталина присвоено наименование «Сталинских»:
- 50-я гвардейская стрелковая дивизия (полковник Владычанский, Антон Станиславович)
- 301-я стрелковая дивизия (полковник Антонов, Владимир Семёнович)
- 230-я стрелковая дивизия (полковник Украинский, Андрей Антонович)
- 11-й гвардейский авиационный полк дальнего действия (подполковник Блинов, Борис Владимирович);
- 136-й гвардейский (бывший 655-й) штурмовой авиационный полк (подполковник Ванюхин, Пётр Григорьевич).[23]

Дончане Н. А. Александров, Д. И. Большаков, К. Д. Гаркуша, Н. П. Жердев, В. К. Коновалов, В. С. Кузьмин, И. М. Ляшенко, В. П. Мишенин, И. И. Мейлус, Г. Ф. Малидовский, П. С. Малышев, Н. В. Попова, И. Ф. Ткаченко, К. С.Токарев, сражавшиеся в Великой Отечественной войне получили звание Герой Советского Союза.

## Донецк в послевоенное время

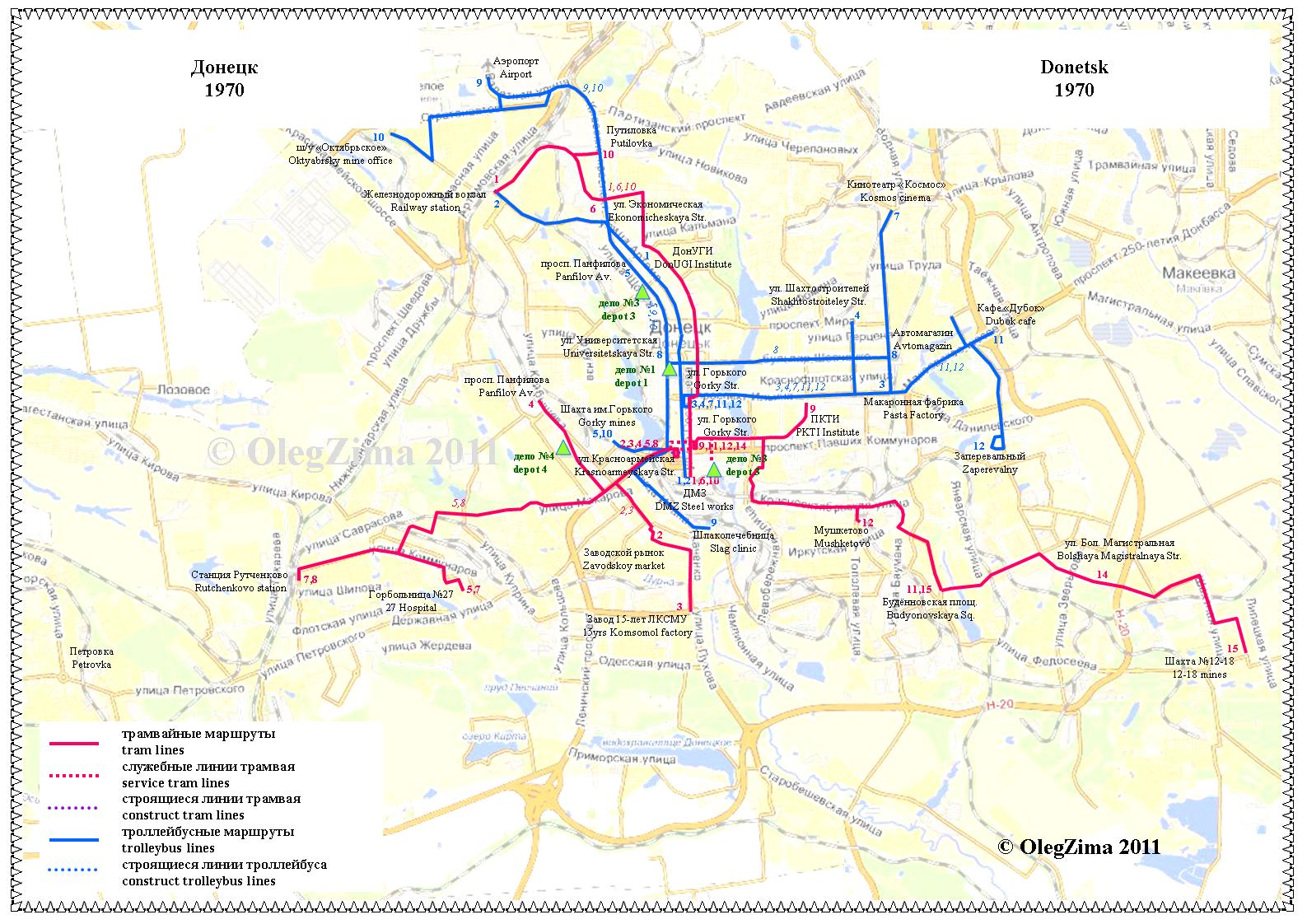
Городской транспорт в 1970 году

В мае 1945 года создан завод по восстановлению шахтных подъемных машин — ныне энергозавод. В 1945 году введена в эксплуатацию шахта «Гигант» — теперь шахта имени Е. Т. Абакумова, в 1954 — шахта «Мушкетовская», в 1957 — шахты «Заперевальная» и «Глубокая», в 1959 — шахты «Ветка-Глубокая» — сейчас шахта имени А. Ф. Засядько, и «Восточная» — ныне шахта имени 60-летия Советской Украины.

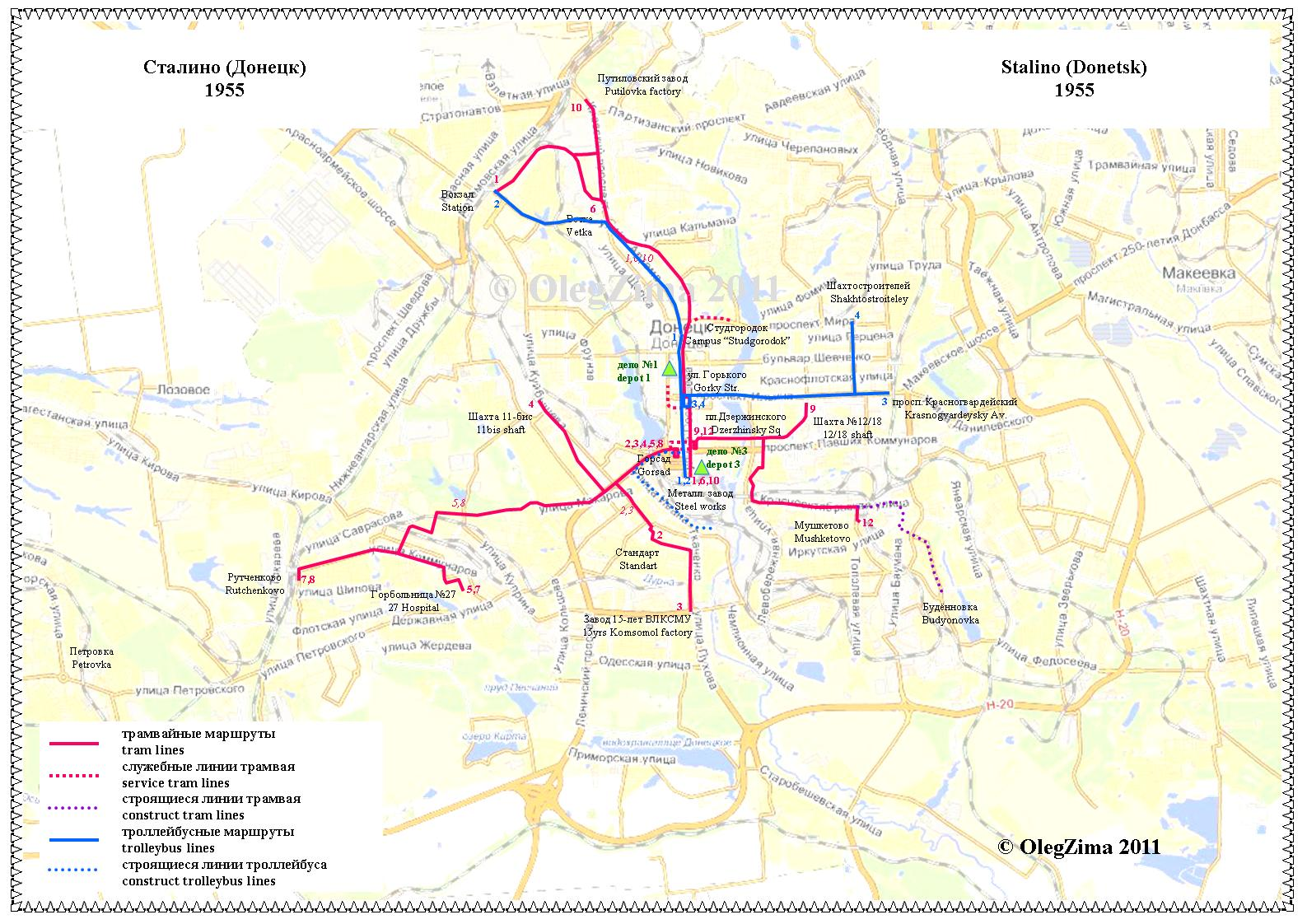
Городской транспорт в 1955 году

В начале 1950-х годов в Калининском районе, вдоль Макеевского шоссе, формируется комплекс новых современных промышленных предприятий пищевой промышленности. В его составе — маргариновый завод, молокозавод, мясокомбинат, макаронная фабрика, винзавод, мелькомбинат и другие производства. Примером крупноблочного строительства в городе являются 3-этажные дома поселка шахты Мушкетовская-Заперевальная (1954—1956 годы). В том же поселке в 1956 году построены первые крупнопанельные дома с двухрядной разрезкой стен. Строится школа по типовому проекту Иосифа Каракиса (с участием Н. Г. Савченко) вместимостью на 400 человек.
В апреле 1954 года в Сталино начинает работу Министерство угольной промышленности Украины, но позже оно будет перенесено в Киев. Введен в эксплуатацию (1955 год) Мандрыкинский машиностроительный завод — ныне завод продовольственного машиностроения ОАО «Продмаш».
9 ноября 1961 года Указом Президиума Верховного Совета Украинской ССР Сталинская область переименована в Донецкую и город Сталино переименован в Донецк.
В это время Донецкий экономический административный район обеспечивал около 20% всесоюзного производства чёрной металлургии и каменного угля, свыше 25% кокса. В регионе  работали предприятия тяжёлого машиностроения, выпускавшие металлургическое, кузнечно-прессовое оборудование, выполнявшие оборонные и космические заказы. Донецкий СНХ обеспечивал Украинской ССР 52,9% угля, до 90% флюсов и огнеупорного сырья, 43,2% чугуна, 37,3% стали, 40,4% проката, 46,2% кокса, 46,7% цемента. 
В 1961—70 в городе построено более 4 млн м² общей жилой площади. Жилищный фонд к концу 1970 составил 11,7 млн м² общей площади. Со второй половины 1950-х годов в Донецке развернулось массовое жилищное строительство: на свободных территориях создаются крупные новые жилые массивы:
- Донецкие Черемушки — в Калининском районе,
- Жилмассив шахты «Петровская-Глубокая» — в Кировском,
- объединённые жилые образования Мушкетовских шахт,
- Жилмассив шахт «Глубокая» и «Восточная» — в Пролетарском районе.

Особенностью Донецка является отсутствие большого числа свободных площадей для застройки, поэтому отдельные микрорайоны (такие как Мирный, Солнечный, Первомайский, Южные склоны, квартал 624) со временем становятся составными элементами крупных жилых массивов (в данном случае Ждановского) с единым общественным центром. Таким же образом из отдельных поселков и микрорайонов около шахт «Мушкетовская», «Глубокая», «Заперевальная» создается Восточный жилой район. Первая очередь строительства его начата в 1968 году в микрорайоне Восточный, расположенном на живописной территории около Молочной балки. Исключением является жилой массив Текстильщик (целый город на 70 000 жителей), застроенный на практически свободной территории.
В 1962—1967 годах строится ансамбль Советской площади областного центра, а уже в 1967 году — реконструкция Шахтёрской площади.
В 1955 году с центром Петровский район и посёлки Лидиевка, Абакумово связывали автобусные маршруты № 4 (Садовая площадь — Петровский райсовет) и № 9 (Садовая площадь — шахта имени Абакумова). В 1960-х годах произошёл слом трамвайного пути по улице Артёма, перенос её на Челюскинцев и запуск по Артёма второго троллейбусного маршрута («ДМЗ-Вокзал»).
В мае 1961 года начал действовать завод «Донбасскабель». В 1961—1962 годах введены в эксплуатацию крупные шахты «Новоцентральная» — ныне шахта имени М. Горького, и «Игнатьевская» — ныне шахта имени М. И. Калинина, в 1966 — шахта «Мушкетовская-Заперевальная» № 2. В 1963 году закончено строительство завода холодильников — ныне АО «Норд». В 1970 году вступила в строй камвольно-прядильная фабрика, в 1971 году — один из крупнейших в республике Донецкий хлопчатобумажный комбинат, в 1973 году — фабрика игрушек
В 1965 году образован Донецкий научный центр Академии наук УССР.
В апреле 1978 население Донецка превысило миллион жителей. В 1979 году город был награждён орденом Ленина.
16 марта 1967 года образован Киевский район Донецка. 21 марта 1973 года решением облисполкома поселок городского типа Угледар Марьинского района (Южный Донбасс) административно подчинен Петровскому району города Донецка. 12 апреля 1973 года образован Ворошиловский район Донецка. 20 октября 1980 года образован Будённовский район Донецка.

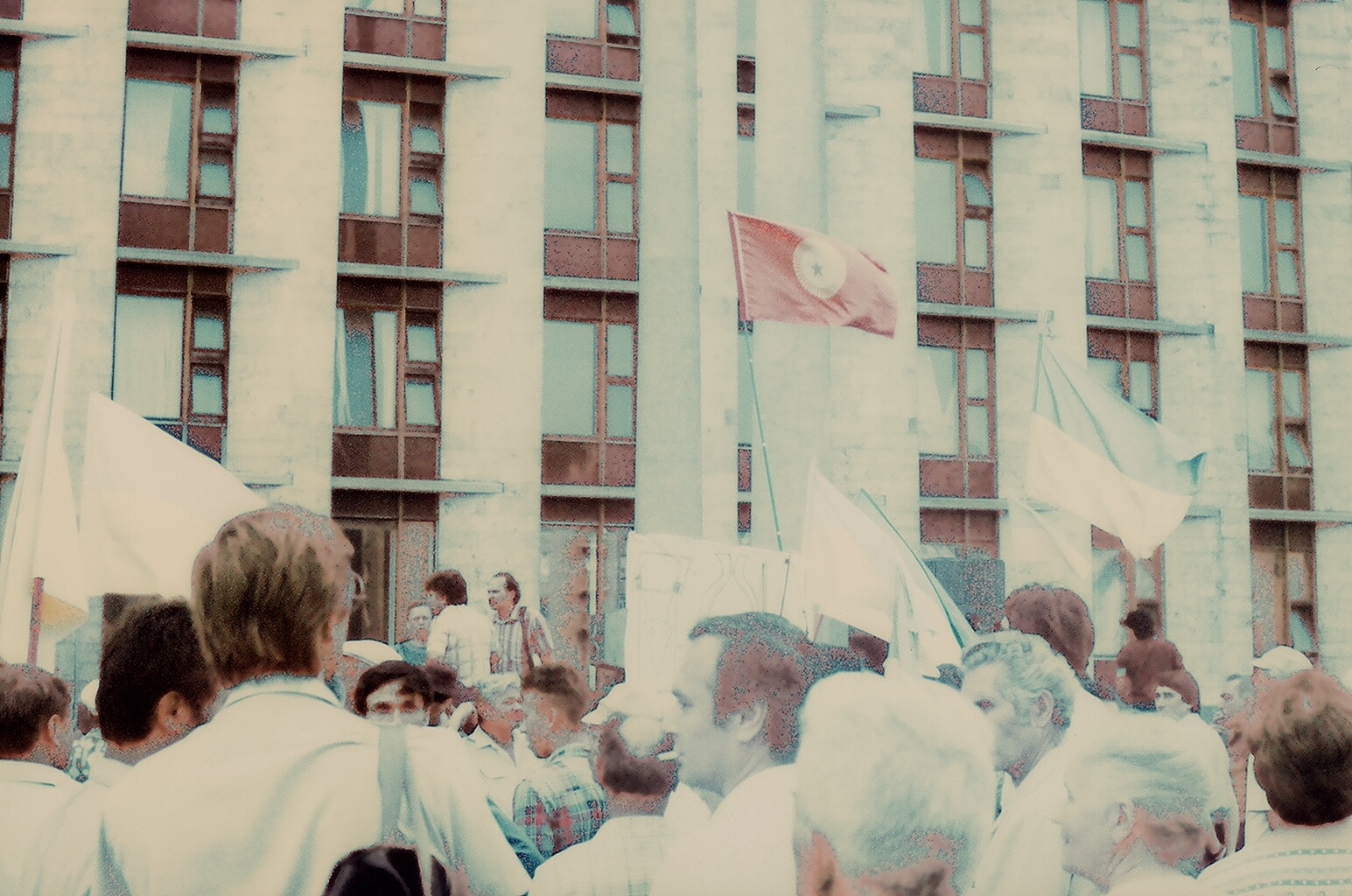
Митинг шахтёров возле здания Компартии в Донецке в 1990

В 1972 году начато строительство Южного промузла, в состав которого входят хлебокомбинат, холодильник, база облпотребсоюза, станция технического обслуживания автомобилей и ряд других. С 1973 году формируется Западный промузел, где группируются многочисленные склады, оснащённые новейшим оборудованием. В мае 1975 года началась добыча угля на самой глубокой в городе шахте «Петровская-Глубокая» — ныне шахта имени А. А. Скочинского. В 1984 года — шахта «Южнодонбасская» № 3.
25 мая 1984 года над Донецком в воздухе полностью разрушился самолёт Ту-134Ш Ворошиловградского ВВУШ. Погибли экипаж и все пассажиры.
К 1989 году в Донецке закрылась последняя украинская школа. Однако с провозглашением независимости Украины началась активная украинизация школ города с широким применением административного ресурса.

## В независимой Украине

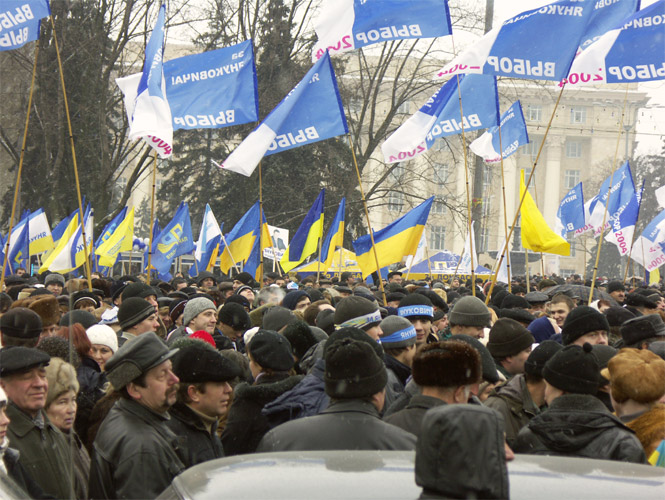
Митинг на центральной площади во время «Оранжевой революции»

27 марта 1994 года прошел областной «референдум», на котором 89% проголосовавших высказались за конституционное и законодательное закрепление в регионе русско-украинского двуязычия. Инициатором проведения местного референдума в Донбассе о статусе русского языка и федерализации Украины стала организация Интернациональное движение Донбасса. Центральные власти Украины попытались представить проведение опроса «незаконным» — прокуратура Украины начала процесс оспаривания законности опроса. В конечном итоге после принятия Конституции в 1996 году этот референдум был забыт.
По состоянию на 1991 год количество жителей достигло 1160,7 тыс. человек.
В 2001 году в Донецке закладывается Парк кованых фигур. В 1997-2006 гг в городе воссоздали Спасо-Преображенский собор. В 2006 году проходит масштабная реконструкция Парка Щербакова. В том же году начинается строительство одного из крупнейших футбольных стадионов Европы – «Донбасс Арены» , где, по окончании строительства в 2009 году, начал проводить свои матч ФК «Шахтёр» . В 2012 году город принимает Чемпионат Европы по футболу. К чемпианату Европы был реконструирован и аэропорт Донецка. В городе было построено большое количество высотных зданий: ТРЦ «GreenPlaza», ТРЦ «Донецк Сити», Офисный центр «Столичный» и пр.. 
К 2014 году планировалось завершить строительство Кольцевой дороги вокруг Донецка. В 2015 году планировалось открыть баскетбольный стадион «Кальмиус Арена». 

## Российско-украинская война (с 2014 года)

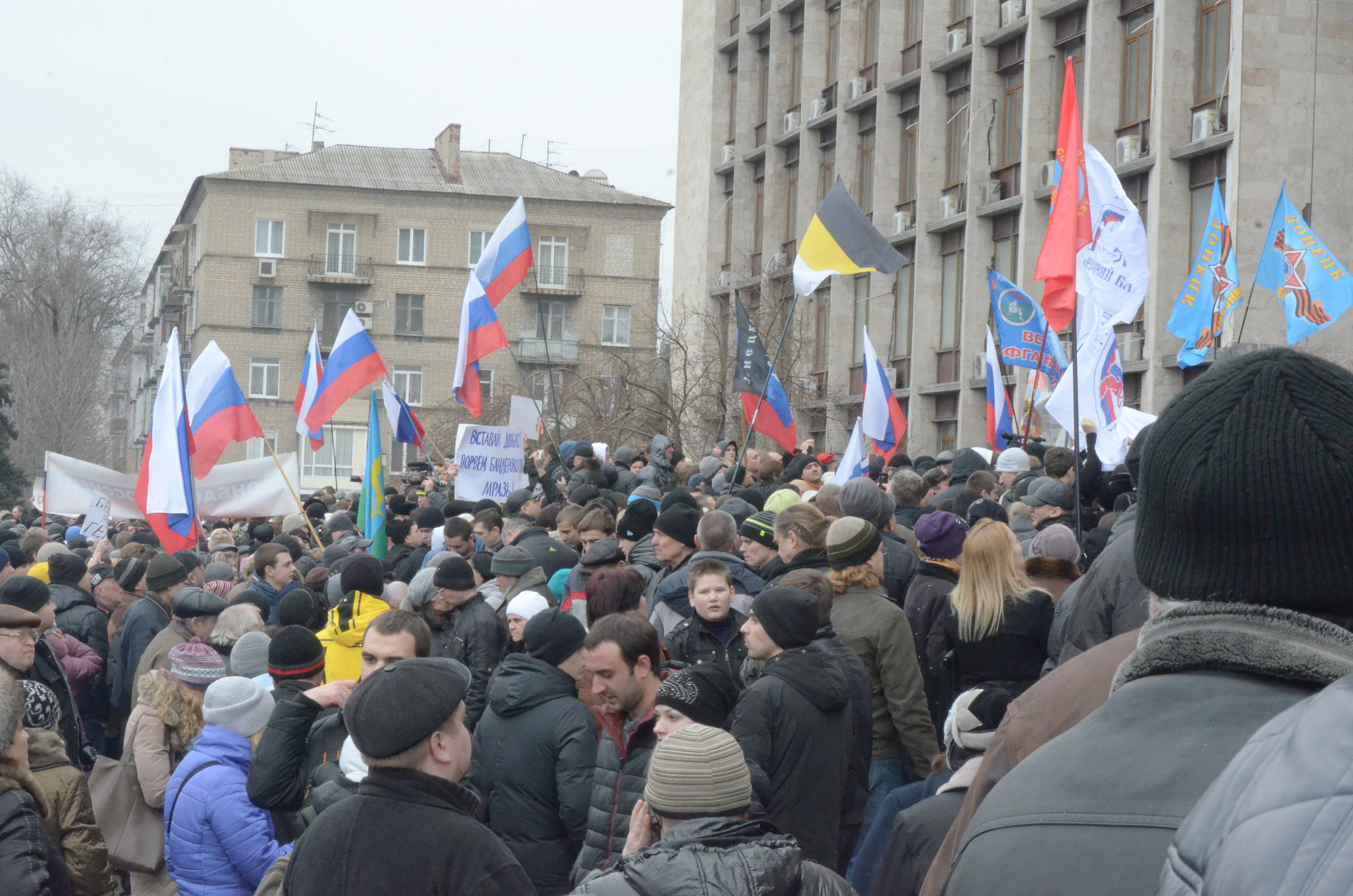
Митинг сепаратистов в Донецке в марте 2014 года

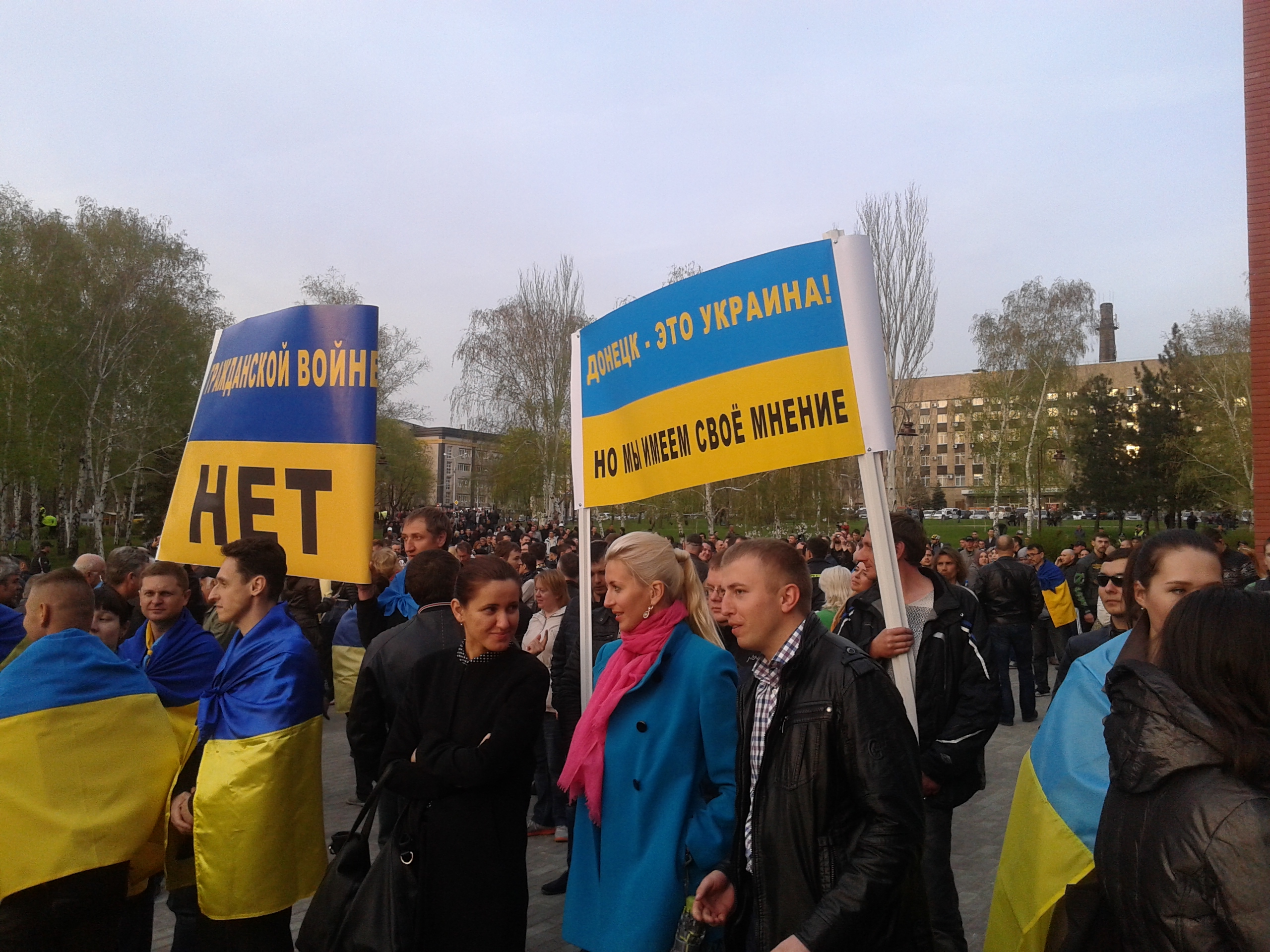
Митинг в Донецке за целостность Украины в апреле 2014 года

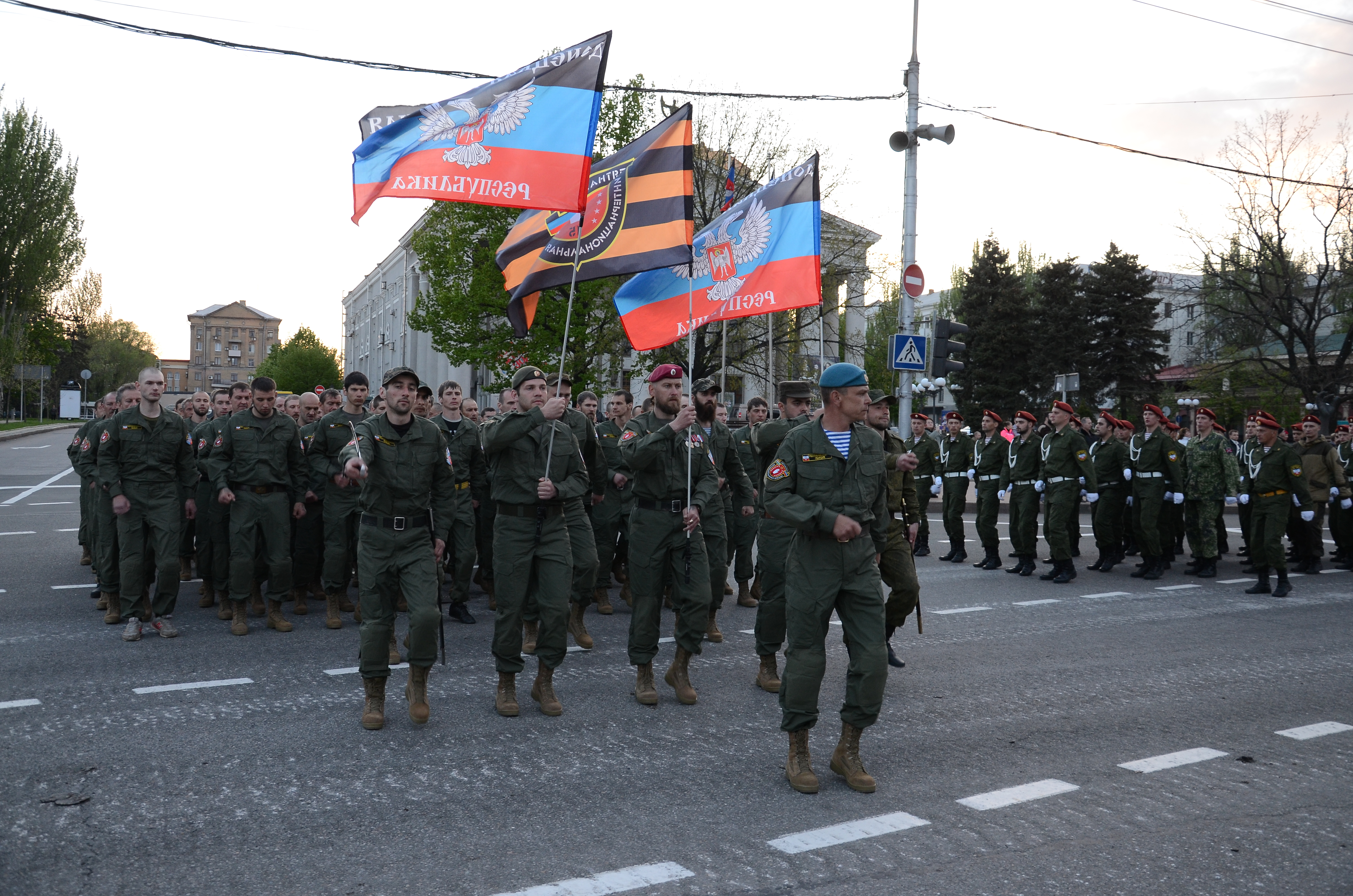
Парад войск ДНР в Донецке в 2015 году

### Война на Донбассе (2014—2022)
В Донецке, начиная с марта 2014 года, противостояние между сторонниками нового центрального правительства, пришедшего к власти в результате событий Евромайдана, и их противниками начало приобретать всё более радикальный характер. Акции протеста всё чаще начали перерастать в столкновения между активистами противоборствующих сторон, появились первые жертвы. 1 марта на митинге был избран первый «народный губернатор» - Павел Губарев.
5 апреля был проведён митинг сторонников федерализации и присоединения к России. На митинг собралось около 1000 человек, протестующих впервые возглавил Денис Пушилин, назвавшийся заместителем «народного губернатора» Павла Губарева.
6 апреля около 2000 пророссийских митингующих собрались на площади Ленина. После окончания митинга протестующие прошли по улице Артёма к зданию Донецкой ОГА. Митингующие начали штурмовать здание, произошли стычки с охраняющей его милицией. После того как двум группам сторонников федерализации удалось проникнуть во двор и в само здание, а снаружи в окно здания была брошена граната — силовики отступили, здание снова оказалось под контролем митингующих, над обладминистрацией вывесили флаги России и организации «Донецкая республика». После захвата ОГА протестующие обнародовали резолюцию, в которой потребовали немедленного созыва внеочередной сессии Донецкого областного совета и принятия ею решения о проведении референдума о вхождении в состав России. Не дождавшись этого, активисты 7 апреля провозгласили Донецкую Народную Республику.
5 июля 2014 года, после поражения в Славянске, отряды Игоря Стрелкова отступили к Донецку. Стрелков стал военным комендантом города и заявил о готовящейся обороне. Украинские СМИ сообщали, что в Донецке объявлена принудительная мобилизация, однако Павел Губарев опроверг это сообщение::
Это действительно только слухи, это неправда. Армия наша остаётся добровольческой, только добровольно люди приходят и становятся в ряды Армии Донецкой Народной Республики.
Украинские эксперты высказали мнение, что осада Донецка и Луганска может продлиться от полутора до трёх месяцев.
Силы сепаратистов и РФ регулярно обстреливали позиции ВСУ, обороняющихся в Донецком аэропорту, из Донецка, в том числе, чтобы вызвать ответный огонь и вызвать ненависть к украинским силам среди гражданского населения, остававшегося в Донецке.
Осенью (сентябрь-октябрь) 2014 года бои сосредоточились в районе аэропорта. О штурме аэропорта силами ДНР сообщалось 28 сентября, 2 и 3 октября.
2 ноября 2014 года состоялись выборы в Народный Совет ДНР. Победителем выборов стал Александр Захарченко.

### Вторжение России на Украину (с 2022)
19 февраля 2022 году в Донецке, как и по всей территории ДНР началась мобилизация мужского населения.  
После начала вторжения России на Украину частота обстрелов прифронтового Донецка со стороны ВС Украины увеличилась.
В результате обстрела объектов гражданской инфраструктуры в центре города 14 марта 2022 года погибли 23 человека, не менее 18 получили ранения.
По заявлению властей ДНР, 13 июня 2022 года город вновь был подвергнут обстрелу, погибли 5 человек на Майском рынке в Будённовском районе города.
30 сентября 2022 года город Донецк был аннексирован Россией.
19 сентября 2022 года обстрелу подвергся Куйбышевский район Донецка, погибли 13 человек.
- Обстрел Донецка (21 января 2024)

### Архивные фотографии Донецка
- Старые фото Донецка (Юзовки).
- Старые фото Донецка (Юзовки) на gtj.org.uk. Дата обращения: 5 июня 2007. Архивировано из оригинала 27 сентября 2007 года.
- Очень старый Донецк. Дата обращения: 5 июня 2007. Архивировано 30 ноября 2012 года.
- Старые открытки и фото Донецка.